# Матч Ботвинник — Флор

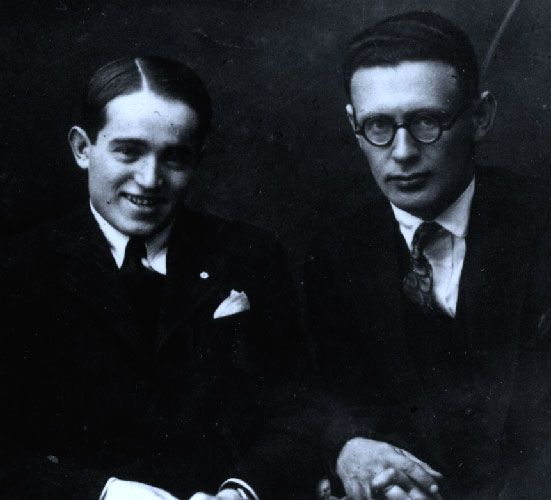
Спільне фото учасників

Матч Ботвинник — Флор — шаховий матч між Михайлом Ботвинником (СРСР) і Саломоном Флором (Чехословаччина), який відбувався від 28 листопада до 19 грудня 1933 року в Москві та Ленінграді. На той час Флор був одним із провідних шахістів Європи, претендентом на титул чемпіона світу, а Ботвинник — чемпіоном Радянського Союзу. Матч складався з 12 партій і закінчився внічию: +2 −2 =8.
Матч Ботвинник — Флор став першою зустріччю між радянським і закордонним шахістом після 1926 року. Радянська пропаганда використала підсумкову нічию як доказ того, що СРСР «догнав і перегнав буржуазну Європу» за рівнем розвитку шахів. Після матчу поновлено контакти радянських шахістів із закордонними колегами, а в Москві проведено сильні міжнародні турніри (див. Москва 1935 і Москва 1936).

## Переговори та підготовка

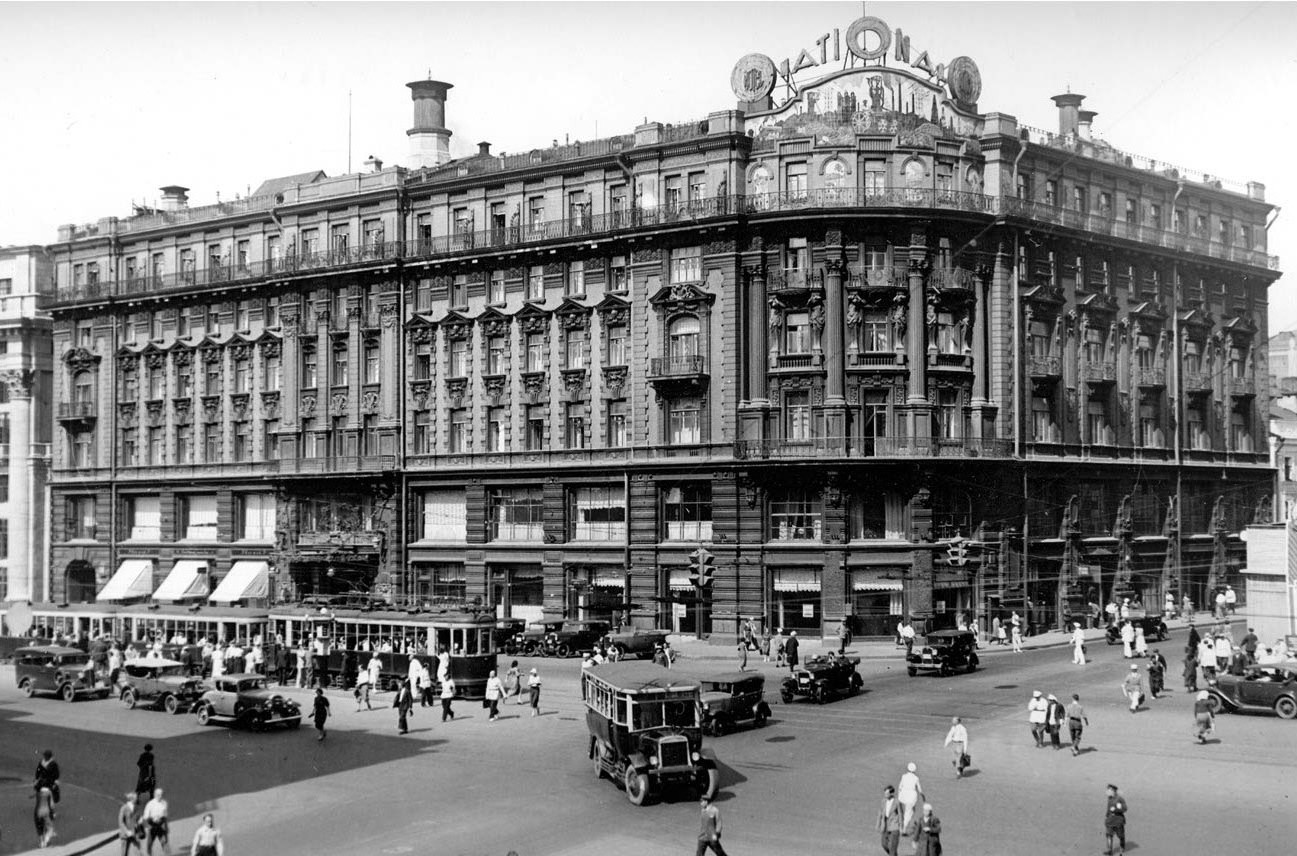
Готель «Національ», де жили шахісти під час московської половини матчу (світлина 1930-х)

Після великого московського міжнародного турніру 1925 року й матчу Стокгольм — Ленінград 1926 року контакти радянських і закордонних шахістів припинились. Ідейно-політичне протистояння в шахах загострилось після еміграції до Німеччини Юхима Боголюбова — чемпіона СРСР 1924 і 1925 років, одного з найсильніших шахістів світу. У Радянському Союзі шахи ставали дедалі популярнішим, масовим видом спорту. Очільник Всесоюзної шахово-шашкової секції (тодішня назва шахової федерації СРСР) Микола Криленко закликав зробити цей вид спорту інструментом культурно-політичної боротьби, цьому присвячена, наприклад, його стаття «Ще про політику і шахи» 1929 року. Криленко раніше працював головою Верховного суду СРСР та прокурором РРФСР, тому мав адміністративні ресурси для проведення шахових змагань найвищого рівня і демонстрації масовості та переваг радянської шахової культури порівняно з «буржуазними країнами Заходу».
Пропозиція
Серед істориків шахів нема одностайності стосовно того, хто виступив ініціатором матчу. За словами Ботвинника, ініціатором матчу був Саломон Флор, який розпочав переговори зі знаним шахістом Олександром Ільїним-Женевським, котрий у той час працював у дипломатичному представництві СРСР у Празі. Флор підтвердив це в статті 1934 року: «Цей матч відбувся на підставі мого виклику і за активного сприяння радянського повпреда Ільїна-Женевського».

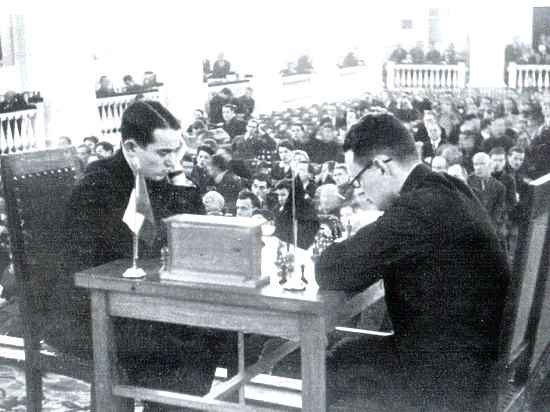
Одна з партій зустрічі

На думку гросмейстера Юрія Авербаха, а також Володимира Мощенка, автора книги про С. Флора, це була ідея Ільїна-Женевського. Шахова спільнота СРСР тоді перебувала в самоізоляції, уникаючи зустрічей з іноземними шахістами, тоді як Флор регулярно й успішно грав у найсильніших міжнародних турнірах. Зустріч із таким гросмейстером привернула б увагу шахової спільноти світу та могла бути використана для пропаганди Радянського Союзу як «шахової держави». Мощенко пише, що Ільїн-Женевський міг мати також прихований особистий мотив — 1929 року у чвертьфіналах чемпіонату СРСР він виступив невдало й за додатковим показником не проходив до півфіналу, але організатори зібрали всіх 80 чвертьфіналістів, щоб провести опитування, чи включити Ільїна-Женевського до складу півфіналістів як виняток. Єдиним проти цього виступив 18-річний Ботвинник, відтак Ільїна-Женевського не зарахували до півфіналу. Тому матч за участю Флора міг бути своєрідним реваншем шахіста-дипломата. Шаховий історик Сергій Воронков пише, що формально виклик кинув Флор, але ініціатива йшла з радянського боку і Ільїн-Женевський доклав усіх зусиль для створення відповідних умов: пообіцяв закордонному гостю гарні умови та гонорари, а владі СРСР — рекламу соціалістичного ладу і шахових досягнень, відзначивши, що Флор аж ніяк не непереможний. Володимир Мощенко так цитував спогади Флора про перемовини в радянському дипломатичному представництві: «Олександрові Федоровичу неодмінно хотілося звести мене і Ботвинника в матчі, він просто-таки загорівся цією ідеєю, запевняв, що валюта в радянській скарбниці на цю справу знайдеться; прямо свою думку не висловлював, але я бачив: він був переконаний, що я обов'язково вийду переможцем, і я здогадувався, що він через щось має храп на Михайла Мойсейовича».
Затвердження з боку СРСР
За результатами переговорів із Флором дипломат надіслав два листи: один — Миколі Криленку (голові Всесоюзної шахово-шашкової секції), а другий — Самуїлові Вайнштейну (шаховому організатору та діячу), який мав передати листа Ботвинникові. Після того як надійшов лист, на засіданні виконкому шахового сектора Вищої ради фізичної культури (ВРФК) обговорювали форму змагання. Деякі присутні вказували на недосвідченість Ботвинника та невеликі шанси в матчі, пропонуючи провести турнір. Однак Криленко розпорядився організувати саме матч Ботвинник — Флор із 12 партій.
На прохання ВРФК, чемпіона СРСР на початку листопада звільнили від роботи, давши можливість упродовж 25 днів готуватися до матчу. За спогадами радянського шахіста, він до 15 листопада присвячував увесь час шахам, а решту часу відпочивав. Для підготовки до змагання йому виділено приміщення Будинку вчених у Петергофі. Ботвинник проаналізував близько 110 партій противника і відзначив, що після 1931—1932 років стиль чеського майстра змінився з атакувально-комбінаційного на позиційно-технічний, а також відзначив, що Флор психологічно нестійкий, коли допускає грубі й прикрі помилки чи щось іде не за його планом.
Прогнози
Загалом, Флора вважали фаворитом — попри 25-річний вік, він мав досвід виступів у 39 міжнародних турнірах, 19 з яких завершив переможцем.
22-річний Ботвинник, хоча й був чемпіоном СРСР, мав значно менший турнірний досвід і виступав тільки на внутрішній арені. Його шахова майстерність тільки формувалась.

## Регламент

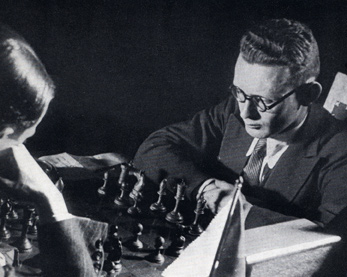
Михайло Ботвинник під час матчу

- Матч грають на більшість із 12 партій. Усі 12 партій повинні бути зіграні.
- Гра відбувається від 6 до 11 вечора.
- Контроль 2½ години на 37 ходів, а далі по 15 ходів на годину.
- Розклад

| - 28 листопада — 1-ша партія - 29 листопада — 2-га партія - 30 листопада — догравання - 1 грудня — 3-тя партія - 2 грудня — вільний день - 3 грудня — 4-та партія - 4 грудня — 5-та партія - 5 грудня — 6-та партія - 6 грудня — вільний день - 7 грудня — догравання | - 10 грудня — 7-ма партія - 11 грудня — 8-ма партія - 12 грудня — догравання - 13 грудня — вільний день - 14 грудня — 9-та партія - 15 грудня — 10-та партія - 16 грудня — догравання - 17 грудня — вільний день - 18 грудня — 11-та партія - 19 грудня — 12-та партія |

Перші шість партій грали в Москві (у Колонній залі союзів), інші шість — у Ленінграді (у Великій залі Консерваторії).
Члени організаційного комітету матчу: Микола Криленко (голова), Захар Едельсон (заступник голови), Самуїл Вайнштейн, Михайло Волковиський, Григорій Гольдберг, Рудольф Гольц, Микола Григор'єв, Микола Зубарев, Валеріан Єремеєв, Яків Рохлін, Микола Рюмін.
Для допомоги гравців їхніми помічниками призначено таких членів оргкомітету: С. Вайнштейн і Я. Рохлін (Ботвиннику), а також М. Григор'єв і Р. Гольц (Флору). Вони вирішували всі спірні питання, а коли не вдавалося дійти згоди, то рішення, за регламентом, ухвалював супер-арбітр матчу Микола Зубарев.

## Перебіг

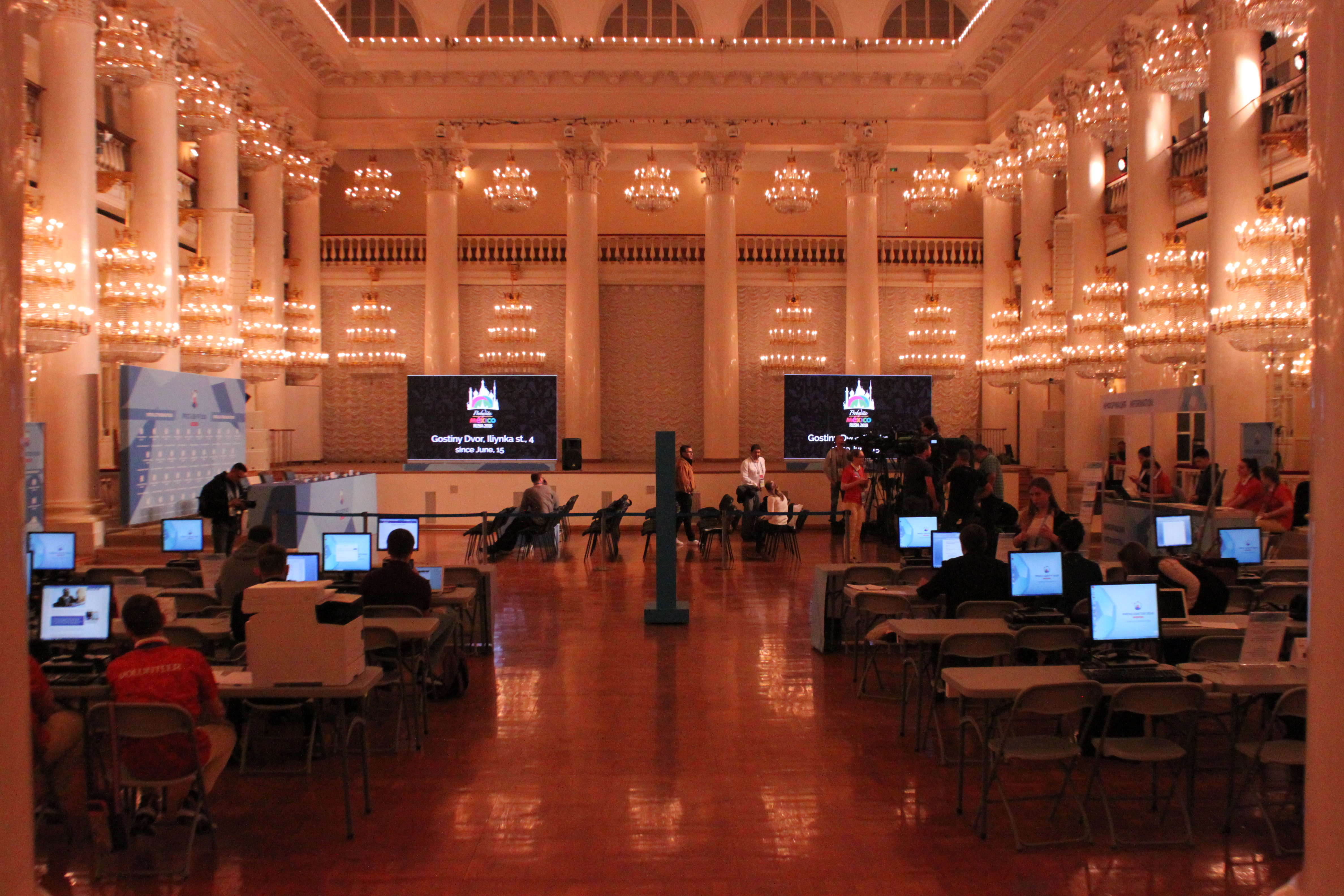
Колонна зала Будинку союзів (сучасне фото)

Флор виїхав до Москви 25 листопада. У Празі його проводжав чималий натовп, серед якого були його брат Мозес Флор, секретар шахової федерації Лоума Олександр Ільїн-Женевський і чеський шахіст Карел Опоченський. На станції Негоріле на польсько-радянському кордоні гостя зустріли представник радянської шахової організації та перекладач. Обоє учасників оселились у престижному готелі «Національ» у центрі Москви. Несподівано для Сало Флора виявилося, що учасники матчу мали в ресторані «відкритий рахунок», тобто могли замовляти необмежену кількість страв (на той час у СРСР діяла карткова система розподілу продуктів, а в УРСР та інших регіонах владою провадився Голодомор).
Позиція після 33. Кc3:b5?
|   | a | b | c | d | e | f | g | h |   |
| 8 | f8 чорний король · b7 чорний слон · f7 чорний пішак · h7 чорний пішак · d6 чорний слон · g6 чорний пішак · b5 білий кінь · d5 білий пішак · f5 чорний пішак · b4 чорний пішак · d4 білий кінь · a3 білий пішак · h3 білий пішак · e2 білий король · f2 білий пішак · g2 білий пішак | f8 чорний король · b7 чорний слон · f7 чорний пішак · h7 чорний пішак · d6 чорний слон · g6 чорний пішак · b5 білий кінь · d5 білий пішак · f5 чорний пішак · b4 чорний пішак · d4 білий кінь · a3 білий пішак · h3 білий пішак · e2 білий король · f2 білий пішак · g2 білий пішак | f8 чорний король · b7 чорний слон · f7 чорний пішак · h7 чорний пішак · d6 чорний слон · g6 чорний пішак · b5 білий кінь · d5 білий пішак · f5 чорний пішак · b4 чорний пішак · d4 білий кінь · a3 білий пішак · h3 білий пішак · e2 білий король · f2 білий пішак · g2 білий пішак | f8 чорний король · b7 чорний слон · f7 чорний пішак · h7 чорний пішак · d6 чорний слон · g6 чорний пішак · b5 білий кінь · d5 білий пішак · f5 чорний пішак · b4 чорний пішак · d4 білий кінь · a3 білий пішак · h3 білий пішак · e2 білий король · f2 білий пішак · g2 білий пішак | f8 чорний король · b7 чорний слон · f7 чорний пішак · h7 чорний пішак · d6 чорний слон · g6 чорний пішак · b5 білий кінь · d5 білий пішак · f5 чорний пішак · b4 чорний пішак · d4 білий кінь · a3 білий пішак · h3 білий пішак · e2 білий король · f2 білий пішак · g2 білий пішак | f8 чорний король · b7 чорний слон · f7 чорний пішак · h7 чорний пішак · d6 чорний слон · g6 чорний пішак · b5 білий кінь · d5 білий пішак · f5 чорний пішак · b4 чорний пішак · d4 білий кінь · a3 білий пішак · h3 білий пішак · e2 білий король · f2 білий пішак · g2 білий пішак | f8 чорний король · b7 чорний слон · f7 чорний пішак · h7 чорний пішак · d6 чорний слон · g6 чорний пішак · b5 білий кінь · d5 білий пішак · f5 чорний пішак · b4 чорний пішак · d4 білий кінь · a3 білий пішак · h3 білий пішак · e2 білий король · f2 білий пішак · g2 білий пішак | f8 чорний король · b7 чорний слон · f7 чорний пішак · h7 чорний пішак · d6 чорний слон · g6 чорний пішак · b5 білий кінь · d5 білий пішак · f5 чорний пішак · b4 чорний пішак · d4 білий кінь · a3 білий пішак · h3 білий пішак · e2 білий король · f2 білий пішак · g2 білий пішак | 8 |
| 7 | f8 чорний король · b7 чорний слон · f7 чорний пішак · h7 чорний пішак · d6 чорний слон · g6 чорний пішак · b5 білий кінь · d5 білий пішак · f5 чорний пішак · b4 чорний пішак · d4 білий кінь · a3 білий пішак · h3 білий пішак · e2 білий король · f2 білий пішак · g2 білий пішак | f8 чорний король · b7 чорний слон · f7 чорний пішак · h7 чорний пішак · d6 чорний слон · g6 чорний пішак · b5 білий кінь · d5 білий пішак · f5 чорний пішак · b4 чорний пішак · d4 білий кінь · a3 білий пішак · h3 білий пішак · e2 білий король · f2 білий пішак · g2 білий пішак | f8 чорний король · b7 чорний слон · f7 чорний пішак · h7 чорний пішак · d6 чорний слон · g6 чорний пішак · b5 білий кінь · d5 білий пішак · f5 чорний пішак · b4 чорний пішак · d4 білий кінь · a3 білий пішак · h3 білий пішак · e2 білий король · f2 білий пішак · g2 білий пішак | f8 чорний король · b7 чорний слон · f7 чорний пішак · h7 чорний пішак · d6 чорний слон · g6 чорний пішак · b5 білий кінь · d5 білий пішак · f5 чорний пішак · b4 чорний пішак · d4 білий кінь · a3 білий пішак · h3 білий пішак · e2 білий король · f2 білий пішак · g2 білий пішак | f8 чорний король · b7 чорний слон · f7 чорний пішак · h7 чорний пішак · d6 чорний слон · g6 чорний пішак · b5 білий кінь · d5 білий пішак · f5 чорний пішак · b4 чорний пішак · d4 білий кінь · a3 білий пішак · h3 білий пішак · e2 білий король · f2 білий пішак · g2 білий пішак | f8 чорний король · b7 чорний слон · f7 чорний пішак · h7 чорний пішак · d6 чорний слон · g6 чорний пішак · b5 білий кінь · d5 білий пішак · f5 чорний пішак · b4 чорний пішак · d4 білий кінь · a3 білий пішак · h3 білий пішак · e2 білий король · f2 білий пішак · g2 білий пішак | f8 чорний король · b7 чорний слон · f7 чорний пішак · h7 чорний пішак · d6 чорний слон · g6 чорний пішак · b5 білий кінь · d5 білий пішак · f5 чорний пішак · b4 чорний пішак · d4 білий кінь · a3 білий пішак · h3 білий пішак · e2 білий король · f2 білий пішак · g2 білий пішак | f8 чорний король · b7 чорний слон · f7 чорний пішак · h7 чорний пішак · d6 чорний слон · g6 чорний пішак · b5 білий кінь · d5 білий пішак · f5 чорний пішак · b4 чорний пішак · d4 білий кінь · a3 білий пішак · h3 білий пішак · e2 білий король · f2 білий пішак · g2 білий пішак | 7 |
| 6 | f8 чорний король · b7 чорний слон · f7 чорний пішак · h7 чорний пішак · d6 чорний слон · g6 чорний пішак · b5 білий кінь · d5 білий пішак · f5 чорний пішак · b4 чорний пішак · d4 білий кінь · a3 білий пішак · h3 білий пішак · e2 білий король · f2 білий пішак · g2 білий пішак | f8 чорний король · b7 чорний слон · f7 чорний пішак · h7 чорний пішак · d6 чорний слон · g6 чорний пішак · b5 білий кінь · d5 білий пішак · f5 чорний пішак · b4 чорний пішак · d4 білий кінь · a3 білий пішак · h3 білий пішак · e2 білий король · f2 білий пішак · g2 білий пішак | f8 чорний король · b7 чорний слон · f7 чорний пішак · h7 чорний пішак · d6 чорний слон · g6 чорний пішак · b5 білий кінь · d5 білий пішак · f5 чорний пішак · b4 чорний пішак · d4 білий кінь · a3 білий пішак · h3 білий пішак · e2 білий король · f2 білий пішак · g2 білий пішак | f8 чорний король · b7 чорний слон · f7 чорний пішак · h7 чорний пішак · d6 чорний слон · g6 чорний пішак · b5 білий кінь · d5 білий пішак · f5 чорний пішак · b4 чорний пішак · d4 білий кінь · a3 білий пішак · h3 білий пішак · e2 білий король · f2 білий пішак · g2 білий пішак | f8 чорний король · b7 чорний слон · f7 чорний пішак · h7 чорний пішак · d6 чорний слон · g6 чорний пішак · b5 білий кінь · d5 білий пішак · f5 чорний пішак · b4 чорний пішак · d4 білий кінь · a3 білий пішак · h3 білий пішак · e2 білий король · f2 білий пішак · g2 білий пішак | f8 чорний король · b7 чорний слон · f7 чорний пішак · h7 чорний пішак · d6 чорний слон · g6 чорний пішак · b5 білий кінь · d5 білий пішак · f5 чорний пішак · b4 чорний пішак · d4 білий кінь · a3 білий пішак · h3 білий пішак · e2 білий король · f2 білий пішак · g2 білий пішак | f8 чорний король · b7 чорний слон · f7 чорний пішак · h7 чорний пішак · d6 чорний слон · g6 чорний пішак · b5 білий кінь · d5 білий пішак · f5 чорний пішак · b4 чорний пішак · d4 білий кінь · a3 білий пішак · h3 білий пішак · e2 білий король · f2 білий пішак · g2 білий пішак | f8 чорний король · b7 чорний слон · f7 чорний пішак · h7 чорний пішак · d6 чорний слон · g6 чорний пішак · b5 білий кінь · d5 білий пішак · f5 чорний пішак · b4 чорний пішак · d4 білий кінь · a3 білий пішак · h3 білий пішак · e2 білий король · f2 білий пішак · g2 білий пішак | 6 |
| 5 | f8 чорний король · b7 чорний слон · f7 чорний пішак · h7 чорний пішак · d6 чорний слон · g6 чорний пішак · b5 білий кінь · d5 білий пішак · f5 чорний пішак · b4 чорний пішак · d4 білий кінь · a3 білий пішак · h3 білий пішак · e2 білий король · f2 білий пішак · g2 білий пішак | f8 чорний король · b7 чорний слон · f7 чорний пішак · h7 чорний пішак · d6 чорний слон · g6 чорний пішак · b5 білий кінь · d5 білий пішак · f5 чорний пішак · b4 чорний пішак · d4 білий кінь · a3 білий пішак · h3 білий пішак · e2 білий король · f2 білий пішак · g2 білий пішак | f8 чорний король · b7 чорний слон · f7 чорний пішак · h7 чорний пішак · d6 чорний слон · g6 чорний пішак · b5 білий кінь · d5 білий пішак · f5 чорний пішак · b4 чорний пішак · d4 білий кінь · a3 білий пішак · h3 білий пішак · e2 білий король · f2 білий пішак · g2 білий пішак | f8 чорний король · b7 чорний слон · f7 чорний пішак · h7 чорний пішак · d6 чорний слон · g6 чорний пішак · b5 білий кінь · d5 білий пішак · f5 чорний пішак · b4 чорний пішак · d4 білий кінь · a3 білий пішак · h3 білий пішак · e2 білий король · f2 білий пішак · g2 білий пішак | f8 чорний король · b7 чорний слон · f7 чорний пішак · h7 чорний пішак · d6 чорний слон · g6 чорний пішак · b5 білий кінь · d5 білий пішак · f5 чорний пішак · b4 чорний пішак · d4 білий кінь · a3 білий пішак · h3 білий пішак · e2 білий король · f2 білий пішак · g2 білий пішак | f8 чорний король · b7 чорний слон · f7 чорний пішак · h7 чорний пішак · d6 чорний слон · g6 чорний пішак · b5 білий кінь · d5 білий пішак · f5 чорний пішак · b4 чорний пішак · d4 білий кінь · a3 білий пішак · h3 білий пішак · e2 білий король · f2 білий пішак · g2 білий пішак | f8 чорний король · b7 чорний слон · f7 чорний пішак · h7 чорний пішак · d6 чорний слон · g6 чорний пішак · b5 білий кінь · d5 білий пішак · f5 чорний пішак · b4 чорний пішак · d4 білий кінь · a3 білий пішак · h3 білий пішак · e2 білий король · f2 білий пішак · g2 білий пішак | f8 чорний король · b7 чорний слон · f7 чорний пішак · h7 чорний пішак · d6 чорний слон · g6 чорний пішак · b5 білий кінь · d5 білий пішак · f5 чорний пішак · b4 чорний пішак · d4 білий кінь · a3 білий пішак · h3 білий пішак · e2 білий король · f2 білий пішак · g2 білий пішак | 5 |
| 4 | f8 чорний король · b7 чорний слон · f7 чорний пішак · h7 чорний пішак · d6 чорний слон · g6 чорний пішак · b5 білий кінь · d5 білий пішак · f5 чорний пішак · b4 чорний пішак · d4 білий кінь · a3 білий пішак · h3 білий пішак · e2 білий король · f2 білий пішак · g2 білий пішак | f8 чорний король · b7 чорний слон · f7 чорний пішак · h7 чорний пішак · d6 чорний слон · g6 чорний пішак · b5 білий кінь · d5 білий пішак · f5 чорний пішак · b4 чорний пішак · d4 білий кінь · a3 білий пішак · h3 білий пішак · e2 білий король · f2 білий пішак · g2 білий пішак | f8 чорний король · b7 чорний слон · f7 чорний пішак · h7 чорний пішак · d6 чорний слон · g6 чорний пішак · b5 білий кінь · d5 білий пішак · f5 чорний пішак · b4 чорний пішак · d4 білий кінь · a3 білий пішак · h3 білий пішак · e2 білий король · f2 білий пішак · g2 білий пішак | f8 чорний король · b7 чорний слон · f7 чорний пішак · h7 чорний пішак · d6 чорний слон · g6 чорний пішак · b5 білий кінь · d5 білий пішак · f5 чорний пішак · b4 чорний пішак · d4 білий кінь · a3 білий пішак · h3 білий пішак · e2 білий король · f2 білий пішак · g2 білий пішак | f8 чорний король · b7 чорний слон · f7 чорний пішак · h7 чорний пішак · d6 чорний слон · g6 чорний пішак · b5 білий кінь · d5 білий пішак · f5 чорний пішак · b4 чорний пішак · d4 білий кінь · a3 білий пішак · h3 білий пішак · e2 білий король · f2 білий пішак · g2 білий пішак | f8 чорний король · b7 чорний слон · f7 чорний пішак · h7 чорний пішак · d6 чорний слон · g6 чорний пішак · b5 білий кінь · d5 білий пішак · f5 чорний пішак · b4 чорний пішак · d4 білий кінь · a3 білий пішак · h3 білий пішак · e2 білий король · f2 білий пішак · g2 білий пішак | f8 чорний король · b7 чорний слон · f7 чорний пішак · h7 чорний пішак · d6 чорний слон · g6 чорний пішак · b5 білий кінь · d5 білий пішак · f5 чорний пішак · b4 чорний пішак · d4 білий кінь · a3 білий пішак · h3 білий пішак · e2 білий король · f2 білий пішак · g2 білий пішак | f8 чорний король · b7 чорний слон · f7 чорний пішак · h7 чорний пішак · d6 чорний слон · g6 чорний пішак · b5 білий кінь · d5 білий пішак · f5 чорний пішак · b4 чорний пішак · d4 білий кінь · a3 білий пішак · h3 білий пішак · e2 білий король · f2 білий пішак · g2 білий пішак | 4 |
| 3 | f8 чорний король · b7 чорний слон · f7 чорний пішак · h7 чорний пішак · d6 чорний слон · g6 чорний пішак · b5 білий кінь · d5 білий пішак · f5 чорний пішак · b4 чорний пішак · d4 білий кінь · a3 білий пішак · h3 білий пішак · e2 білий король · f2 білий пішак · g2 білий пішак | f8 чорний король · b7 чорний слон · f7 чорний пішак · h7 чорний пішак · d6 чорний слон · g6 чорний пішак · b5 білий кінь · d5 білий пішак · f5 чорний пішак · b4 чорний пішак · d4 білий кінь · a3 білий пішак · h3 білий пішак · e2 білий король · f2 білий пішак · g2 білий пішак | f8 чорний король · b7 чорний слон · f7 чорний пішак · h7 чорний пішак · d6 чорний слон · g6 чорний пішак · b5 білий кінь · d5 білий пішак · f5 чорний пішак · b4 чорний пішак · d4 білий кінь · a3 білий пішак · h3 білий пішак · e2 білий король · f2 білий пішак · g2 білий пішак | f8 чорний король · b7 чорний слон · f7 чорний пішак · h7 чорний пішак · d6 чорний слон · g6 чорний пішак · b5 білий кінь · d5 білий пішак · f5 чорний пішак · b4 чорний пішак · d4 білий кінь · a3 білий пішак · h3 білий пішак · e2 білий король · f2 білий пішак · g2 білий пішак | f8 чорний король · b7 чорний слон · f7 чорний пішак · h7 чорний пішак · d6 чорний слон · g6 чорний пішак · b5 білий кінь · d5 білий пішак · f5 чорний пішак · b4 чорний пішак · d4 білий кінь · a3 білий пішак · h3 білий пішак · e2 білий король · f2 білий пішак · g2 білий пішак | f8 чорний король · b7 чорний слон · f7 чорний пішак · h7 чорний пішак · d6 чорний слон · g6 чорний пішак · b5 білий кінь · d5 білий пішак · f5 чорний пішак · b4 чорний пішак · d4 білий кінь · a3 білий пішак · h3 білий пішак · e2 білий король · f2 білий пішак · g2 білий пішак | f8 чорний король · b7 чорний слон · f7 чорний пішак · h7 чорний пішак · d6 чорний слон · g6 чорний пішак · b5 білий кінь · d5 білий пішак · f5 чорний пішак · b4 чорний пішак · d4 білий кінь · a3 білий пішак · h3 білий пішак · e2 білий король · f2 білий пішак · g2 білий пішак | f8 чорний король · b7 чорний слон · f7 чорний пішак · h7 чорний пішак · d6 чорний слон · g6 чорний пішак · b5 білий кінь · d5 білий пішак · f5 чорний пішак · b4 чорний пішак · d4 білий кінь · a3 білий пішак · h3 білий пішак · e2 білий король · f2 білий пішак · g2 білий пішак | 3 |
| 2 | f8 чорний король · b7 чорний слон · f7 чорний пішак · h7 чорний пішак · d6 чорний слон · g6 чорний пішак · b5 білий кінь · d5 білий пішак · f5 чорний пішак · b4 чорний пішак · d4 білий кінь · a3 білий пішак · h3 білий пішак · e2 білий король · f2 білий пішак · g2 білий пішак | f8 чорний король · b7 чорний слон · f7 чорний пішак · h7 чорний пішак · d6 чорний слон · g6 чорний пішак · b5 білий кінь · d5 білий пішак · f5 чорний пішак · b4 чорний пішак · d4 білий кінь · a3 білий пішак · h3 білий пішак · e2 білий король · f2 білий пішак · g2 білий пішак | f8 чорний король · b7 чорний слон · f7 чорний пішак · h7 чорний пішак · d6 чорний слон · g6 чорний пішак · b5 білий кінь · d5 білий пішак · f5 чорний пішак · b4 чорний пішак · d4 білий кінь · a3 білий пішак · h3 білий пішак · e2 білий король · f2 білий пішак · g2 білий пішак | f8 чорний король · b7 чорний слон · f7 чорний пішак · h7 чорний пішак · d6 чорний слон · g6 чорний пішак · b5 білий кінь · d5 білий пішак · f5 чорний пішак · b4 чорний пішак · d4 білий кінь · a3 білий пішак · h3 білий пішак · e2 білий король · f2 білий пішак · g2 білий пішак | f8 чорний король · b7 чорний слон · f7 чорний пішак · h7 чорний пішак · d6 чорний слон · g6 чорний пішак · b5 білий кінь · d5 білий пішак · f5 чорний пішак · b4 чорний пішак · d4 білий кінь · a3 білий пішак · h3 білий пішак · e2 білий король · f2 білий пішак · g2 білий пішак | f8 чорний король · b7 чорний слон · f7 чорний пішак · h7 чорний пішак · d6 чорний слон · g6 чорний пішак · b5 білий кінь · d5 білий пішак · f5 чорний пішак · b4 чорний пішак · d4 білий кінь · a3 білий пішак · h3 білий пішак · e2 білий король · f2 білий пішак · g2 білий пішак | f8 чорний король · b7 чорний слон · f7 чорний пішак · h7 чорний пішак · d6 чорний слон · g6 чорний пішак · b5 білий кінь · d5 білий пішак · f5 чорний пішак · b4 чорний пішак · d4 білий кінь · a3 білий пішак · h3 білий пішак · e2 білий король · f2 білий пішак · g2 білий пішак | f8 чорний король · b7 чорний слон · f7 чорний пішак · h7 чорний пішак · d6 чорний слон · g6 чорний пішак · b5 білий кінь · d5 білий пішак · f5 чорний пішак · b4 чорний пішак · d4 білий кінь · a3 білий пішак · h3 білий пішак · e2 білий король · f2 білий пішак · g2 білий пішак | 2 |
| 1 | f8 чорний король · b7 чорний слон · f7 чорний пішак · h7 чорний пішак · d6 чорний слон · g6 чорний пішак · b5 білий кінь · d5 білий пішак · f5 чорний пішак · b4 чорний пішак · d4 білий кінь · a3 білий пішак · h3 білий пішак · e2 білий король · f2 білий пішак · g2 білий пішак | f8 чорний король · b7 чорний слон · f7 чорний пішак · h7 чорний пішак · d6 чорний слон · g6 чорний пішак · b5 білий кінь · d5 білий пішак · f5 чорний пішак · b4 чорний пішак · d4 білий кінь · a3 білий пішак · h3 білий пішак · e2 білий король · f2 білий пішак · g2 білий пішак | f8 чорний король · b7 чорний слон · f7 чорний пішак · h7 чорний пішак · d6 чорний слон · g6 чорний пішак · b5 білий кінь · d5 білий пішак · f5 чорний пішак · b4 чорний пішак · d4 білий кінь · a3 білий пішак · h3 білий пішак · e2 білий король · f2 білий пішак · g2 білий пішак | f8 чорний король · b7 чорний слон · f7 чорний пішак · h7 чорний пішак · d6 чорний слон · g6 чорний пішак · b5 білий кінь · d5 білий пішак · f5 чорний пішак · b4 чорний пішак · d4 білий кінь · a3 білий пішак · h3 білий пішак · e2 білий король · f2 білий пішак · g2 білий пішак | f8 чорний король · b7 чорний слон · f7 чорний пішак · h7 чорний пішак · d6 чорний слон · g6 чорний пішак · b5 білий кінь · d5 білий пішак · f5 чорний пішак · b4 чорний пішак · d4 білий кінь · a3 білий пішак · h3 білий пішак · e2 білий король · f2 білий пішак · g2 білий пішак | f8 чорний король · b7 чорний слон · f7 чорний пішак · h7 чорний пішак · d6 чорний слон · g6 чорний пішак · b5 білий кінь · d5 білий пішак · f5 чорний пішак · b4 чорний пішак · d4 білий кінь · a3 білий пішак · h3 білий пішак · e2 білий король · f2 білий пішак · g2 білий пішак | f8 чорний король · b7 чорний слон · f7 чорний пішак · h7 чорний пішак · d6 чорний слон · g6 чорний пішак · b5 білий кінь · d5 білий пішак · f5 чорний пішак · b4 чорний пішак · d4 білий кінь · a3 білий пішак · h3 білий пішак · e2 білий король · f2 білий пішак · g2 білий пішак | f8 чорний король · b7 чорний слон · f7 чорний пішак · h7 чорний пішак · d6 чорний слон · g6 чорний пішак · b5 білий кінь · d5 білий пішак · f5 чорний пішак · b4 чорний пішак · d4 білий кінь · a3 білий пішак · h3 білий пішак · e2 білий король · f2 білий пішак · g2 білий пішак | 1 |
|   | a | b | c | d | e | f | g | h |   |

У рамках візиту до СРСР чехословацький майстер виступив на радіо і провів по одному сеансу одночасної гри в Москві та Ленінграді — проти 50 шахістів кожен. У Москві 6 грудня він після майже 10-годинної гри досяг результату +16 -12 =22, а в Ленінграді 17 грудня поступився: +11 -20 +19, сеанс тривав майже 11 годин. Флора вразила підготовка місцевих шахістів: «Якби місяць тому мені сказали, що я можу в сеансі програти 20 партій з 50, я сприйняв би це за невдалий жарт. Середній рівень шахістів тут значно вищий, ніж у будь-якій державі Європи… Не менше тридцяти з учасників самі дають сеанси одночасної гри. Жоден не зробив такої помилки, яка коштувала б йому пішака. Усі вони у творчому розумінні були цілком зрілими шахістами». Справді, серед учасників сеансів були знані шахісти: Володимир Зак, Григорій Равінський, Дмитро Ровнер, Олексій Сокольський, Олександр Толуш, Олександр Чистяков, брати Борис і Володимир Юр'єви і багато інших.
Серед культурних заходів для учасників матчу були відвідування балету, опери «Аїда» та ленінградського заводу № 212 («Електроприлад»), який подарував шахістам по вольтметру. Директором заводу в ті роки працював Борис Юр'єв, гравець збірної Ленінграда з шахів. По дорозі до театру на балет Саломон Флор познайомився з майбутньою дружиною — акторкою Раїсою.

### Партії 1-6 (Москва)
|   | a | b | c | d | e | f | g | h |   |
| 8 | e8 чорний кінь · b7 чорний пішак · d7 чорний кінь · e7 чорний король · f7 чорний пішак · g7 чорний пішак · h7 чорний пішак · a6 чорний пішак · d6 чорний пішак · a5 білий пішак · d5 білий пішак · e5 чорний пішак · b4 білий пішак · e4 білий пішак · h4 білий пішак · e3 білий король · f3 білий пішак · g3 білий пішак · h3 білий слон · b2 білий слон | e8 чорний кінь · b7 чорний пішак · d7 чорний кінь · e7 чорний король · f7 чорний пішак · g7 чорний пішак · h7 чорний пішак · a6 чорний пішак · d6 чорний пішак · a5 білий пішак · d5 білий пішак · e5 чорний пішак · b4 білий пішак · e4 білий пішак · h4 білий пішак · e3 білий король · f3 білий пішак · g3 білий пішак · h3 білий слон · b2 білий слон | e8 чорний кінь · b7 чорний пішак · d7 чорний кінь · e7 чорний король · f7 чорний пішак · g7 чорний пішак · h7 чорний пішак · a6 чорний пішак · d6 чорний пішак · a5 білий пішак · d5 білий пішак · e5 чорний пішак · b4 білий пішак · e4 білий пішак · h4 білий пішак · e3 білий король · f3 білий пішак · g3 білий пішак · h3 білий слон · b2 білий слон | e8 чорний кінь · b7 чорний пішак · d7 чорний кінь · e7 чорний король · f7 чорний пішак · g7 чорний пішак · h7 чорний пішак · a6 чорний пішак · d6 чорний пішак · a5 білий пішак · d5 білий пішак · e5 чорний пішак · b4 білий пішак · e4 білий пішак · h4 білий пішак · e3 білий король · f3 білий пішак · g3 білий пішак · h3 білий слон · b2 білий слон | e8 чорний кінь · b7 чорний пішак · d7 чорний кінь · e7 чорний король · f7 чорний пішак · g7 чорний пішак · h7 чорний пішак · a6 чорний пішак · d6 чорний пішак · a5 білий пішак · d5 білий пішак · e5 чорний пішак · b4 білий пішак · e4 білий пішак · h4 білий пішак · e3 білий король · f3 білий пішак · g3 білий пішак · h3 білий слон · b2 білий слон | e8 чорний кінь · b7 чорний пішак · d7 чорний кінь · e7 чорний король · f7 чорний пішак · g7 чорний пішак · h7 чорний пішак · a6 чорний пішак · d6 чорний пішак · a5 білий пішак · d5 білий пішак · e5 чорний пішак · b4 білий пішак · e4 білий пішак · h4 білий пішак · e3 білий король · f3 білий пішак · g3 білий пішак · h3 білий слон · b2 білий слон | e8 чорний кінь · b7 чорний пішак · d7 чорний кінь · e7 чорний король · f7 чорний пішак · g7 чорний пішак · h7 чорний пішак · a6 чорний пішак · d6 чорний пішак · a5 білий пішак · d5 білий пішак · e5 чорний пішак · b4 білий пішак · e4 білий пішак · h4 білий пішак · e3 білий король · f3 білий пішак · g3 білий пішак · h3 білий слон · b2 білий слон | e8 чорний кінь · b7 чорний пішак · d7 чорний кінь · e7 чорний король · f7 чорний пішак · g7 чорний пішак · h7 чорний пішак · a6 чорний пішак · d6 чорний пішак · a5 білий пішак · d5 білий пішак · e5 чорний пішак · b4 білий пішак · e4 білий пішак · h4 білий пішак · e3 білий король · f3 білий пішак · g3 білий пішак · h3 білий слон · b2 білий слон | 8 |
| 7 | e8 чорний кінь · b7 чорний пішак · d7 чорний кінь · e7 чорний король · f7 чорний пішак · g7 чорний пішак · h7 чорний пішак · a6 чорний пішак · d6 чорний пішак · a5 білий пішак · d5 білий пішак · e5 чорний пішак · b4 білий пішак · e4 білий пішак · h4 білий пішак · e3 білий король · f3 білий пішак · g3 білий пішак · h3 білий слон · b2 білий слон | e8 чорний кінь · b7 чорний пішак · d7 чорний кінь · e7 чорний король · f7 чорний пішак · g7 чорний пішак · h7 чорний пішак · a6 чорний пішак · d6 чорний пішак · a5 білий пішак · d5 білий пішак · e5 чорний пішак · b4 білий пішак · e4 білий пішак · h4 білий пішак · e3 білий король · f3 білий пішак · g3 білий пішак · h3 білий слон · b2 білий слон | e8 чорний кінь · b7 чорний пішак · d7 чорний кінь · e7 чорний король · f7 чорний пішак · g7 чорний пішак · h7 чорний пішак · a6 чорний пішак · d6 чорний пішак · a5 білий пішак · d5 білий пішак · e5 чорний пішак · b4 білий пішак · e4 білий пішак · h4 білий пішак · e3 білий король · f3 білий пішак · g3 білий пішак · h3 білий слон · b2 білий слон | e8 чорний кінь · b7 чорний пішак · d7 чорний кінь · e7 чорний король · f7 чорний пішак · g7 чорний пішак · h7 чорний пішак · a6 чорний пішак · d6 чорний пішак · a5 білий пішак · d5 білий пішак · e5 чорний пішак · b4 білий пішак · e4 білий пішак · h4 білий пішак · e3 білий король · f3 білий пішак · g3 білий пішак · h3 білий слон · b2 білий слон | e8 чорний кінь · b7 чорний пішак · d7 чорний кінь · e7 чорний король · f7 чорний пішак · g7 чорний пішак · h7 чорний пішак · a6 чорний пішак · d6 чорний пішак · a5 білий пішак · d5 білий пішак · e5 чорний пішак · b4 білий пішак · e4 білий пішак · h4 білий пішак · e3 білий король · f3 білий пішак · g3 білий пішак · h3 білий слон · b2 білий слон | e8 чорний кінь · b7 чорний пішак · d7 чорний кінь · e7 чорний король · f7 чорний пішак · g7 чорний пішак · h7 чорний пішак · a6 чорний пішак · d6 чорний пішак · a5 білий пішак · d5 білий пішак · e5 чорний пішак · b4 білий пішак · e4 білий пішак · h4 білий пішак · e3 білий король · f3 білий пішак · g3 білий пішак · h3 білий слон · b2 білий слон | e8 чорний кінь · b7 чорний пішак · d7 чорний кінь · e7 чорний король · f7 чорний пішак · g7 чорний пішак · h7 чорний пішак · a6 чорний пішак · d6 чорний пішак · a5 білий пішак · d5 білий пішак · e5 чорний пішак · b4 білий пішак · e4 білий пішак · h4 білий пішак · e3 білий король · f3 білий пішак · g3 білий пішак · h3 білий слон · b2 білий слон | e8 чорний кінь · b7 чорний пішак · d7 чорний кінь · e7 чорний король · f7 чорний пішак · g7 чорний пішак · h7 чорний пішак · a6 чорний пішак · d6 чорний пішак · a5 білий пішак · d5 білий пішак · e5 чорний пішак · b4 білий пішак · e4 білий пішак · h4 білий пішак · e3 білий король · f3 білий пішак · g3 білий пішак · h3 білий слон · b2 білий слон | 7 |
| 6 | e8 чорний кінь · b7 чорний пішак · d7 чорний кінь · e7 чорний король · f7 чорний пішак · g7 чорний пішак · h7 чорний пішак · a6 чорний пішак · d6 чорний пішак · a5 білий пішак · d5 білий пішак · e5 чорний пішак · b4 білий пішак · e4 білий пішак · h4 білий пішак · e3 білий король · f3 білий пішак · g3 білий пішак · h3 білий слон · b2 білий слон | e8 чорний кінь · b7 чорний пішак · d7 чорний кінь · e7 чорний король · f7 чорний пішак · g7 чорний пішак · h7 чорний пішак · a6 чорний пішак · d6 чорний пішак · a5 білий пішак · d5 білий пішак · e5 чорний пішак · b4 білий пішак · e4 білий пішак · h4 білий пішак · e3 білий король · f3 білий пішак · g3 білий пішак · h3 білий слон · b2 білий слон | e8 чорний кінь · b7 чорний пішак · d7 чорний кінь · e7 чорний король · f7 чорний пішак · g7 чорний пішак · h7 чорний пішак · a6 чорний пішак · d6 чорний пішак · a5 білий пішак · d5 білий пішак · e5 чорний пішак · b4 білий пішак · e4 білий пішак · h4 білий пішак · e3 білий король · f3 білий пішак · g3 білий пішак · h3 білий слон · b2 білий слон | e8 чорний кінь · b7 чорний пішак · d7 чорний кінь · e7 чорний король · f7 чорний пішак · g7 чорний пішак · h7 чорний пішак · a6 чорний пішак · d6 чорний пішак · a5 білий пішак · d5 білий пішак · e5 чорний пішак · b4 білий пішак · e4 білий пішак · h4 білий пішак · e3 білий король · f3 білий пішак · g3 білий пішак · h3 білий слон · b2 білий слон | e8 чорний кінь · b7 чорний пішак · d7 чорний кінь · e7 чорний король · f7 чорний пішак · g7 чорний пішак · h7 чорний пішак · a6 чорний пішак · d6 чорний пішак · a5 білий пішак · d5 білий пішак · e5 чорний пішак · b4 білий пішак · e4 білий пішак · h4 білий пішак · e3 білий король · f3 білий пішак · g3 білий пішак · h3 білий слон · b2 білий слон | e8 чорний кінь · b7 чорний пішак · d7 чорний кінь · e7 чорний король · f7 чорний пішак · g7 чорний пішак · h7 чорний пішак · a6 чорний пішак · d6 чорний пішак · a5 білий пішак · d5 білий пішак · e5 чорний пішак · b4 білий пішак · e4 білий пішак · h4 білий пішак · e3 білий король · f3 білий пішак · g3 білий пішак · h3 білий слон · b2 білий слон | e8 чорний кінь · b7 чорний пішак · d7 чорний кінь · e7 чорний король · f7 чорний пішак · g7 чорний пішак · h7 чорний пішак · a6 чорний пішак · d6 чорний пішак · a5 білий пішак · d5 білий пішак · e5 чорний пішак · b4 білий пішак · e4 білий пішак · h4 білий пішак · e3 білий король · f3 білий пішак · g3 білий пішак · h3 білий слон · b2 білий слон | e8 чорний кінь · b7 чорний пішак · d7 чорний кінь · e7 чорний король · f7 чорний пішак · g7 чорний пішак · h7 чорний пішак · a6 чорний пішак · d6 чорний пішак · a5 білий пішак · d5 білий пішак · e5 чорний пішак · b4 білий пішак · e4 білий пішак · h4 білий пішак · e3 білий король · f3 білий пішак · g3 білий пішак · h3 білий слон · b2 білий слон | 6 |
| 5 | e8 чорний кінь · b7 чорний пішак · d7 чорний кінь · e7 чорний король · f7 чорний пішак · g7 чорний пішак · h7 чорний пішак · a6 чорний пішак · d6 чорний пішак · a5 білий пішак · d5 білий пішак · e5 чорний пішак · b4 білий пішак · e4 білий пішак · h4 білий пішак · e3 білий король · f3 білий пішак · g3 білий пішак · h3 білий слон · b2 білий слон | e8 чорний кінь · b7 чорний пішак · d7 чорний кінь · e7 чорний король · f7 чорний пішак · g7 чорний пішак · h7 чорний пішак · a6 чорний пішак · d6 чорний пішак · a5 білий пішак · d5 білий пішак · e5 чорний пішак · b4 білий пішак · e4 білий пішак · h4 білий пішак · e3 білий король · f3 білий пішак · g3 білий пішак · h3 білий слон · b2 білий слон | e8 чорний кінь · b7 чорний пішак · d7 чорний кінь · e7 чорний король · f7 чорний пішак · g7 чорний пішак · h7 чорний пішак · a6 чорний пішак · d6 чорний пішак · a5 білий пішак · d5 білий пішак · e5 чорний пішак · b4 білий пішак · e4 білий пішак · h4 білий пішак · e3 білий король · f3 білий пішак · g3 білий пішак · h3 білий слон · b2 білий слон | e8 чорний кінь · b7 чорний пішак · d7 чорний кінь · e7 чорний король · f7 чорний пішак · g7 чорний пішак · h7 чорний пішак · a6 чорний пішак · d6 чорний пішак · a5 білий пішак · d5 білий пішак · e5 чорний пішак · b4 білий пішак · e4 білий пішак · h4 білий пішак · e3 білий король · f3 білий пішак · g3 білий пішак · h3 білий слон · b2 білий слон | e8 чорний кінь · b7 чорний пішак · d7 чорний кінь · e7 чорний король · f7 чорний пішак · g7 чорний пішак · h7 чорний пішак · a6 чорний пішак · d6 чорний пішак · a5 білий пішак · d5 білий пішак · e5 чорний пішак · b4 білий пішак · e4 білий пішак · h4 білий пішак · e3 білий король · f3 білий пішак · g3 білий пішак · h3 білий слон · b2 білий слон | e8 чорний кінь · b7 чорний пішак · d7 чорний кінь · e7 чорний король · f7 чорний пішак · g7 чорний пішак · h7 чорний пішак · a6 чорний пішак · d6 чорний пішак · a5 білий пішак · d5 білий пішак · e5 чорний пішак · b4 білий пішак · e4 білий пішак · h4 білий пішак · e3 білий король · f3 білий пішак · g3 білий пішак · h3 білий слон · b2 білий слон | e8 чорний кінь · b7 чорний пішак · d7 чорний кінь · e7 чорний король · f7 чорний пішак · g7 чорний пішак · h7 чорний пішак · a6 чорний пішак · d6 чорний пішак · a5 білий пішак · d5 білий пішак · e5 чорний пішак · b4 білий пішак · e4 білий пішак · h4 білий пішак · e3 білий король · f3 білий пішак · g3 білий пішак · h3 білий слон · b2 білий слон | e8 чорний кінь · b7 чорний пішак · d7 чорний кінь · e7 чорний король · f7 чорний пішак · g7 чорний пішак · h7 чорний пішак · a6 чорний пішак · d6 чорний пішак · a5 білий пішак · d5 білий пішак · e5 чорний пішак · b4 білий пішак · e4 білий пішак · h4 білий пішак · e3 білий король · f3 білий пішак · g3 білий пішак · h3 білий слон · b2 білий слон | 5 |
| 4 | e8 чорний кінь · b7 чорний пішак · d7 чорний кінь · e7 чорний король · f7 чорний пішак · g7 чорний пішак · h7 чорний пішак · a6 чорний пішак · d6 чорний пішак · a5 білий пішак · d5 білий пішак · e5 чорний пішак · b4 білий пішак · e4 білий пішак · h4 білий пішак · e3 білий король · f3 білий пішак · g3 білий пішак · h3 білий слон · b2 білий слон | e8 чорний кінь · b7 чорний пішак · d7 чорний кінь · e7 чорний король · f7 чорний пішак · g7 чорний пішак · h7 чорний пішак · a6 чорний пішак · d6 чорний пішак · a5 білий пішак · d5 білий пішак · e5 чорний пішак · b4 білий пішак · e4 білий пішак · h4 білий пішак · e3 білий король · f3 білий пішак · g3 білий пішак · h3 білий слон · b2 білий слон | e8 чорний кінь · b7 чорний пішак · d7 чорний кінь · e7 чорний король · f7 чорний пішак · g7 чорний пішак · h7 чорний пішак · a6 чорний пішак · d6 чорний пішак · a5 білий пішак · d5 білий пішак · e5 чорний пішак · b4 білий пішак · e4 білий пішак · h4 білий пішак · e3 білий король · f3 білий пішак · g3 білий пішак · h3 білий слон · b2 білий слон | e8 чорний кінь · b7 чорний пішак · d7 чорний кінь · e7 чорний король · f7 чорний пішак · g7 чорний пішак · h7 чорний пішак · a6 чорний пішак · d6 чорний пішак · a5 білий пішак · d5 білий пішак · e5 чорний пішак · b4 білий пішак · e4 білий пішак · h4 білий пішак · e3 білий король · f3 білий пішак · g3 білий пішак · h3 білий слон · b2 білий слон | e8 чорний кінь · b7 чорний пішак · d7 чорний кінь · e7 чорний король · f7 чорний пішак · g7 чорний пішак · h7 чорний пішак · a6 чорний пішак · d6 чорний пішак · a5 білий пішак · d5 білий пішак · e5 чорний пішак · b4 білий пішак · e4 білий пішак · h4 білий пішак · e3 білий король · f3 білий пішак · g3 білий пішак · h3 білий слон · b2 білий слон | e8 чорний кінь · b7 чорний пішак · d7 чорний кінь · e7 чорний король · f7 чорний пішак · g7 чорний пішак · h7 чорний пішак · a6 чорний пішак · d6 чорний пішак · a5 білий пішак · d5 білий пішак · e5 чорний пішак · b4 білий пішак · e4 білий пішак · h4 білий пішак · e3 білий король · f3 білий пішак · g3 білий пішак · h3 білий слон · b2 білий слон | e8 чорний кінь · b7 чорний пішак · d7 чорний кінь · e7 чорний король · f7 чорний пішак · g7 чорний пішак · h7 чорний пішак · a6 чорний пішак · d6 чорний пішак · a5 білий пішак · d5 білий пішак · e5 чорний пішак · b4 білий пішак · e4 білий пішак · h4 білий пішак · e3 білий король · f3 білий пішак · g3 білий пішак · h3 білий слон · b2 білий слон | e8 чорний кінь · b7 чорний пішак · d7 чорний кінь · e7 чорний король · f7 чорний пішак · g7 чорний пішак · h7 чорний пішак · a6 чорний пішак · d6 чорний пішак · a5 білий пішак · d5 білий пішак · e5 чорний пішак · b4 білий пішак · e4 білий пішак · h4 білий пішак · e3 білий король · f3 білий пішак · g3 білий пішак · h3 білий слон · b2 білий слон | 4 |
| 3 | e8 чорний кінь · b7 чорний пішак · d7 чорний кінь · e7 чорний король · f7 чорний пішак · g7 чорний пішак · h7 чорний пішак · a6 чорний пішак · d6 чорний пішак · a5 білий пішак · d5 білий пішак · e5 чорний пішак · b4 білий пішак · e4 білий пішак · h4 білий пішак · e3 білий король · f3 білий пішак · g3 білий пішак · h3 білий слон · b2 білий слон | e8 чорний кінь · b7 чорний пішак · d7 чорний кінь · e7 чорний король · f7 чорний пішак · g7 чорний пішак · h7 чорний пішак · a6 чорний пішак · d6 чорний пішак · a5 білий пішак · d5 білий пішак · e5 чорний пішак · b4 білий пішак · e4 білий пішак · h4 білий пішак · e3 білий король · f3 білий пішак · g3 білий пішак · h3 білий слон · b2 білий слон | e8 чорний кінь · b7 чорний пішак · d7 чорний кінь · e7 чорний король · f7 чорний пішак · g7 чорний пішак · h7 чорний пішак · a6 чорний пішак · d6 чорний пішак · a5 білий пішак · d5 білий пішак · e5 чорний пішак · b4 білий пішак · e4 білий пішак · h4 білий пішак · e3 білий король · f3 білий пішак · g3 білий пішак · h3 білий слон · b2 білий слон | e8 чорний кінь · b7 чорний пішак · d7 чорний кінь · e7 чорний король · f7 чорний пішак · g7 чорний пішак · h7 чорний пішак · a6 чорний пішак · d6 чорний пішак · a5 білий пішак · d5 білий пішак · e5 чорний пішак · b4 білий пішак · e4 білий пішак · h4 білий пішак · e3 білий король · f3 білий пішак · g3 білий пішак · h3 білий слон · b2 білий слон | e8 чорний кінь · b7 чорний пішак · d7 чорний кінь · e7 чорний король · f7 чорний пішак · g7 чорний пішак · h7 чорний пішак · a6 чорний пішак · d6 чорний пішак · a5 білий пішак · d5 білий пішак · e5 чорний пішак · b4 білий пішак · e4 білий пішак · h4 білий пішак · e3 білий король · f3 білий пішак · g3 білий пішак · h3 білий слон · b2 білий слон | e8 чорний кінь · b7 чорний пішак · d7 чорний кінь · e7 чорний король · f7 чорний пішак · g7 чорний пішак · h7 чорний пішак · a6 чорний пішак · d6 чорний пішак · a5 білий пішак · d5 білий пішак · e5 чорний пішак · b4 білий пішак · e4 білий пішак · h4 білий пішак · e3 білий король · f3 білий пішак · g3 білий пішак · h3 білий слон · b2 білий слон | e8 чорний кінь · b7 чорний пішак · d7 чорний кінь · e7 чорний король · f7 чорний пішак · g7 чорний пішак · h7 чорний пішак · a6 чорний пішак · d6 чорний пішак · a5 білий пішак · d5 білий пішак · e5 чорний пішак · b4 білий пішак · e4 білий пішак · h4 білий пішак · e3 білий король · f3 білий пішак · g3 білий пішак · h3 білий слон · b2 білий слон | e8 чорний кінь · b7 чорний пішак · d7 чорний кінь · e7 чорний король · f7 чорний пішак · g7 чорний пішак · h7 чорний пішак · a6 чорний пішак · d6 чорний пішак · a5 білий пішак · d5 білий пішак · e5 чорний пішак · b4 білий пішак · e4 білий пішак · h4 білий пішак · e3 білий король · f3 білий пішак · g3 білий пішак · h3 білий слон · b2 білий слон | 3 |
| 2 | e8 чорний кінь · b7 чорний пішак · d7 чорний кінь · e7 чорний король · f7 чорний пішак · g7 чорний пішак · h7 чорний пішак · a6 чорний пішак · d6 чорний пішак · a5 білий пішак · d5 білий пішак · e5 чорний пішак · b4 білий пішак · e4 білий пішак · h4 білий пішак · e3 білий король · f3 білий пішак · g3 білий пішак · h3 білий слон · b2 білий слон | e8 чорний кінь · b7 чорний пішак · d7 чорний кінь · e7 чорний король · f7 чорний пішак · g7 чорний пішак · h7 чорний пішак · a6 чорний пішак · d6 чорний пішак · a5 білий пішак · d5 білий пішак · e5 чорний пішак · b4 білий пішак · e4 білий пішак · h4 білий пішак · e3 білий король · f3 білий пішак · g3 білий пішак · h3 білий слон · b2 білий слон | e8 чорний кінь · b7 чорний пішак · d7 чорний кінь · e7 чорний король · f7 чорний пішак · g7 чорний пішак · h7 чорний пішак · a6 чорний пішак · d6 чорний пішак · a5 білий пішак · d5 білий пішак · e5 чорний пішак · b4 білий пішак · e4 білий пішак · h4 білий пішак · e3 білий король · f3 білий пішак · g3 білий пішак · h3 білий слон · b2 білий слон | e8 чорний кінь · b7 чорний пішак · d7 чорний кінь · e7 чорний король · f7 чорний пішак · g7 чорний пішак · h7 чорний пішак · a6 чорний пішак · d6 чорний пішак · a5 білий пішак · d5 білий пішак · e5 чорний пішак · b4 білий пішак · e4 білий пішак · h4 білий пішак · e3 білий король · f3 білий пішак · g3 білий пішак · h3 білий слон · b2 білий слон | e8 чорний кінь · b7 чорний пішак · d7 чорний кінь · e7 чорний король · f7 чорний пішак · g7 чорний пішак · h7 чорний пішак · a6 чорний пішак · d6 чорний пішак · a5 білий пішак · d5 білий пішак · e5 чорний пішак · b4 білий пішак · e4 білий пішак · h4 білий пішак · e3 білий король · f3 білий пішак · g3 білий пішак · h3 білий слон · b2 білий слон | e8 чорний кінь · b7 чорний пішак · d7 чорний кінь · e7 чорний король · f7 чорний пішак · g7 чорний пішак · h7 чорний пішак · a6 чорний пішак · d6 чорний пішак · a5 білий пішак · d5 білий пішак · e5 чорний пішак · b4 білий пішак · e4 білий пішак · h4 білий пішак · e3 білий король · f3 білий пішак · g3 білий пішак · h3 білий слон · b2 білий слон | e8 чорний кінь · b7 чорний пішак · d7 чорний кінь · e7 чорний король · f7 чорний пішак · g7 чорний пішак · h7 чорний пішак · a6 чорний пішак · d6 чорний пішак · a5 білий пішак · d5 білий пішак · e5 чорний пішак · b4 білий пішак · e4 білий пішак · h4 білий пішак · e3 білий король · f3 білий пішак · g3 білий пішак · h3 білий слон · b2 білий слон | e8 чорний кінь · b7 чорний пішак · d7 чорний кінь · e7 чорний король · f7 чорний пішак · g7 чорний пішак · h7 чорний пішак · a6 чорний пішак · d6 чорний пішак · a5 білий пішак · d5 білий пішак · e5 чорний пішак · b4 білий пішак · e4 білий пішак · h4 білий пішак · e3 білий король · f3 білий пішак · g3 білий пішак · h3 білий слон · b2 білий слон | 2 |
| 1 | e8 чорний кінь · b7 чорний пішак · d7 чорний кінь · e7 чорний король · f7 чорний пішак · g7 чорний пішак · h7 чорний пішак · a6 чорний пішак · d6 чорний пішак · a5 білий пішак · d5 білий пішак · e5 чорний пішак · b4 білий пішак · e4 білий пішак · h4 білий пішак · e3 білий король · f3 білий пішак · g3 білий пішак · h3 білий слон · b2 білий слон | e8 чорний кінь · b7 чорний пішак · d7 чорний кінь · e7 чорний король · f7 чорний пішак · g7 чорний пішак · h7 чорний пішак · a6 чорний пішак · d6 чорний пішак · a5 білий пішак · d5 білий пішак · e5 чорний пішак · b4 білий пішак · e4 білий пішак · h4 білий пішак · e3 білий король · f3 білий пішак · g3 білий пішак · h3 білий слон · b2 білий слон | e8 чорний кінь · b7 чорний пішак · d7 чорний кінь · e7 чорний король · f7 чорний пішак · g7 чорний пішак · h7 чорний пішак · a6 чорний пішак · d6 чорний пішак · a5 білий пішак · d5 білий пішак · e5 чорний пішак · b4 білий пішак · e4 білий пішак · h4 білий пішак · e3 білий король · f3 білий пішак · g3 білий пішак · h3 білий слон · b2 білий слон | e8 чорний кінь · b7 чорний пішак · d7 чорний кінь · e7 чорний король · f7 чорний пішак · g7 чорний пішак · h7 чорний пішак · a6 чорний пішак · d6 чорний пішак · a5 білий пішак · d5 білий пішак · e5 чорний пішак · b4 білий пішак · e4 білий пішак · h4 білий пішак · e3 білий король · f3 білий пішак · g3 білий пішак · h3 білий слон · b2 білий слон | e8 чорний кінь · b7 чорний пішак · d7 чорний кінь · e7 чорний король · f7 чорний пішак · g7 чорний пішак · h7 чорний пішак · a6 чорний пішак · d6 чорний пішак · a5 білий пішак · d5 білий пішак · e5 чорний пішак · b4 білий пішак · e4 білий пішак · h4 білий пішак · e3 білий король · f3 білий пішак · g3 білий пішак · h3 білий слон · b2 білий слон | e8 чорний кінь · b7 чорний пішак · d7 чорний кінь · e7 чорний король · f7 чорний пішак · g7 чорний пішак · h7 чорний пішак · a6 чорний пішак · d6 чорний пішак · a5 білий пішак · d5 білий пішак · e5 чорний пішак · b4 білий пішак · e4 білий пішак · h4 білий пішак · e3 білий король · f3 білий пішак · g3 білий пішак · h3 білий слон · b2 білий слон | e8 чорний кінь · b7 чорний пішак · d7 чорний кінь · e7 чорний король · f7 чорний пішак · g7 чорний пішак · h7 чорний пішак · a6 чорний пішак · d6 чорний пішак · a5 білий пішак · d5 білий пішак · e5 чорний пішак · b4 білий пішак · e4 білий пішак · h4 білий пішак · e3 білий король · f3 білий пішак · g3 білий пішак · h3 білий слон · b2 білий слон | e8 чорний кінь · b7 чорний пішак · d7 чорний кінь · e7 чорний король · f7 чорний пішак · g7 чорний пішак · h7 чорний пішак · a6 чорний пішак · d6 чорний пішак · a5 білий пішак · d5 білий пішак · e5 чорний пішак · b4 білий пішак · e4 білий пішак · h4 білий пішак · e3 білий король · f3 білий пішак · g3 білий пішак · h3 білий слон · b2 білий слон | 1 |
|   | a | b | c | d | e | f | g | h |   |

Першу половину матчу проводили в Колонній залі Будинку союзів. Матч викликав неабиякий ажіотаж у країні, зала на 2000 місць щодня була заповнена: «Це навіть важко уявити собі західноєвропейському шахістові, який звик грати у скромній обстановці матчів з кількома десятками глядачів на них» (Флор). У дипломатичній та урядовій ложах постійними глядачами були дипломатичний представник Чехословаччини Сметана, а також радянський дипломат, перший посол СРСР у США Олександр Трояновський.
Перша зустріч відзначалась хвилюванням з обох боків, радянський шахіст припустився помилки на 33-му ході (див. діаграму) й дав чорним можливість провести просту й вирішальну комбінацію, що гарантувала проходження пішака чорних у ферзі. Ботвинник: «У цейтноті в рівній позиції я потрапив у замасковану пастку і програв». Флор: «Я переміг тільки завдяки більшому досвіду та тактичній підготовці». Цю гру включено до списку 116 найкращих партій Сало Флора.
Після поразки в першій же партії з Ленінграда викликали майстра Моделя, який співпрацював з Ботвинником під час чемпіонату СРСР 1927 року. Допомогу свого наставника шахіст використовував пізніше і в другій половині матчу (Модель мешкав у Ленінграді недалеко від Ботвинника).
У другій партії розіграли захист Німцовича. Помилившись на шостому ході, Флор кількома точними ходами зумів вирівняти гру. Не бажаючи йти на загострення, шахісти погодились на нічию на 21-му ході.
Третя зустріч розпочався прийнятим ферзевим гамбітом — однією з улюблених систем Флора. Під час підготовки до матчу Ботвинник добре вивчив можливі варіанти, однак під час партії не зміг здивувати суперника. До 19-го ходу гра була рівна, але чорні пішли на передчасні розміни, які могли призвести до зайвого пішака у білих. Господар турніру не побачив цієї можливості й погодився на нічию.
У четвертій партії розіграно голландську партію. Граючи чорними, Ботвинник мав, на його думку, трохи кращу позицію, але недостатньо добру для того, щоб боротися за перемогу. Нічия на 22-му ході.
П'ята партія відзначалася цікавою та обопільно гострою грою, в якій шальки терезів коливалися то в один, то в другий бік. Партію відклали, а під час догравання чорні через загрозу контратаки вирішили форсували вічний шах.
У шостій партії після захисту Німцовича події розгорталися за планом Флора, і після 24-го ходу гра перейшла в ендшпіль «два слони проти двох коней». Флор: «Теоретично чорні не повинні програти, але на практиці подібні ендшпілі частіше закінчуються на користь сторони, яка має слонів». Чехословак методично обмежував позицію чорних, а до 54-го ходу виник цугцванг — у господаря матчу не залишилось корисних ходів. Ботвинник капітулював після 69-го ходу. Флор назвав цей ендшпіль найкращим зі всіх, які він коли-небудь зіграв.
Після другої поразки шахові оглядачі остаточно розчарувалися в позитивному чи хоча б нічийному результаті для Ботвинника.

### Партії 7-12 (Ленінград)

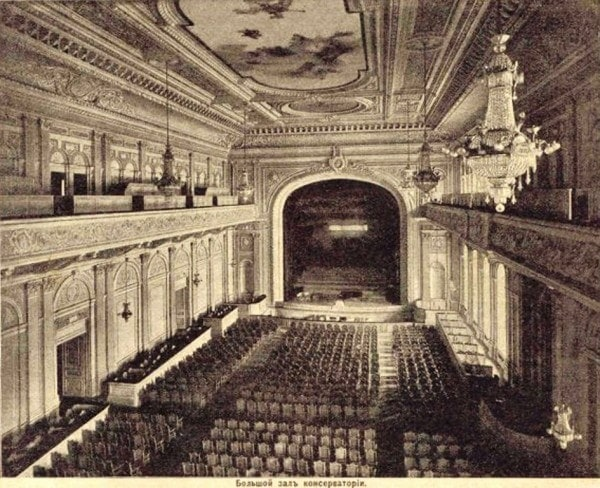
Велика зала консерваторії (історичне фото)

|   | a | b | c | d | e | f | g | h |   |
| 8 | a8 чорна тура · c8 чорний слон · d8 чорний король · f8 чорний слон · h8 чорна тура · a7 чорний пішак · b7 чорний пішак · f7 чорний пішак · h7 чорний пішак · b6 чорний ферзь · f6 чорний пішак · g6 чорний пішак · d5 білий пішак · d4 білий ферзь · c3 білий кінь · d3 чорний пішак · f3 білий кінь · a2 білий пішак · b2 білий пішак · f2 білий пішак · g2 білий пішак · h2 білий пішак · a1 біла тура · e1 біла тура · g1 білий король | a8 чорна тура · c8 чорний слон · d8 чорний король · f8 чорний слон · h8 чорна тура · a7 чорний пішак · b7 чорний пішак · f7 чорний пішак · h7 чорний пішак · b6 чорний ферзь · f6 чорний пішак · g6 чорний пішак · d5 білий пішак · d4 білий ферзь · c3 білий кінь · d3 чорний пішак · f3 білий кінь · a2 білий пішак · b2 білий пішак · f2 білий пішак · g2 білий пішак · h2 білий пішак · a1 біла тура · e1 біла тура · g1 білий король | a8 чорна тура · c8 чорний слон · d8 чорний король · f8 чорний слон · h8 чорна тура · a7 чорний пішак · b7 чорний пішак · f7 чорний пішак · h7 чорний пішак · b6 чорний ферзь · f6 чорний пішак · g6 чорний пішак · d5 білий пішак · d4 білий ферзь · c3 білий кінь · d3 чорний пішак · f3 білий кінь · a2 білий пішак · b2 білий пішак · f2 білий пішак · g2 білий пішак · h2 білий пішак · a1 біла тура · e1 біла тура · g1 білий король | a8 чорна тура · c8 чорний слон · d8 чорний король · f8 чорний слон · h8 чорна тура · a7 чорний пішак · b7 чорний пішак · f7 чорний пішак · h7 чорний пішак · b6 чорний ферзь · f6 чорний пішак · g6 чорний пішак · d5 білий пішак · d4 білий ферзь · c3 білий кінь · d3 чорний пішак · f3 білий кінь · a2 білий пішак · b2 білий пішак · f2 білий пішак · g2 білий пішак · h2 білий пішак · a1 біла тура · e1 біла тура · g1 білий король | a8 чорна тура · c8 чорний слон · d8 чорний король · f8 чорний слон · h8 чорна тура · a7 чорний пішак · b7 чорний пішак · f7 чорний пішак · h7 чорний пішак · b6 чорний ферзь · f6 чорний пішак · g6 чорний пішак · d5 білий пішак · d4 білий ферзь · c3 білий кінь · d3 чорний пішак · f3 білий кінь · a2 білий пішак · b2 білий пішак · f2 білий пішак · g2 білий пішак · h2 білий пішак · a1 біла тура · e1 біла тура · g1 білий король | a8 чорна тура · c8 чорний слон · d8 чорний король · f8 чорний слон · h8 чорна тура · a7 чорний пішак · b7 чорний пішак · f7 чорний пішак · h7 чорний пішак · b6 чорний ферзь · f6 чорний пішак · g6 чорний пішак · d5 білий пішак · d4 білий ферзь · c3 білий кінь · d3 чорний пішак · f3 білий кінь · a2 білий пішак · b2 білий пішак · f2 білий пішак · g2 білий пішак · h2 білий пішак · a1 біла тура · e1 біла тура · g1 білий король | a8 чорна тура · c8 чорний слон · d8 чорний король · f8 чорний слон · h8 чорна тура · a7 чорний пішак · b7 чорний пішак · f7 чорний пішак · h7 чорний пішак · b6 чорний ферзь · f6 чорний пішак · g6 чорний пішак · d5 білий пішак · d4 білий ферзь · c3 білий кінь · d3 чорний пішак · f3 білий кінь · a2 білий пішак · b2 білий пішак · f2 білий пішак · g2 білий пішак · h2 білий пішак · a1 біла тура · e1 біла тура · g1 білий король | a8 чорна тура · c8 чорний слон · d8 чорний король · f8 чорний слон · h8 чорна тура · a7 чорний пішак · b7 чорний пішак · f7 чорний пішак · h7 чорний пішак · b6 чорний ферзь · f6 чорний пішак · g6 чорний пішак · d5 білий пішак · d4 білий ферзь · c3 білий кінь · d3 чорний пішак · f3 білий кінь · a2 білий пішак · b2 білий пішак · f2 білий пішак · g2 білий пішак · h2 білий пішак · a1 біла тура · e1 біла тура · g1 білий король | 8 |
| 7 | a8 чорна тура · c8 чорний слон · d8 чорний король · f8 чорний слон · h8 чорна тура · a7 чорний пішак · b7 чорний пішак · f7 чорний пішак · h7 чорний пішак · b6 чорний ферзь · f6 чорний пішак · g6 чорний пішак · d5 білий пішак · d4 білий ферзь · c3 білий кінь · d3 чорний пішак · f3 білий кінь · a2 білий пішак · b2 білий пішак · f2 білий пішак · g2 білий пішак · h2 білий пішак · a1 біла тура · e1 біла тура · g1 білий король | a8 чорна тура · c8 чорний слон · d8 чорний король · f8 чорний слон · h8 чорна тура · a7 чорний пішак · b7 чорний пішак · f7 чорний пішак · h7 чорний пішак · b6 чорний ферзь · f6 чорний пішак · g6 чорний пішак · d5 білий пішак · d4 білий ферзь · c3 білий кінь · d3 чорний пішак · f3 білий кінь · a2 білий пішак · b2 білий пішак · f2 білий пішак · g2 білий пішак · h2 білий пішак · a1 біла тура · e1 біла тура · g1 білий король | a8 чорна тура · c8 чорний слон · d8 чорний король · f8 чорний слон · h8 чорна тура · a7 чорний пішак · b7 чорний пішак · f7 чорний пішак · h7 чорний пішак · b6 чорний ферзь · f6 чорний пішак · g6 чорний пішак · d5 білий пішак · d4 білий ферзь · c3 білий кінь · d3 чорний пішак · f3 білий кінь · a2 білий пішак · b2 білий пішак · f2 білий пішак · g2 білий пішак · h2 білий пішак · a1 біла тура · e1 біла тура · g1 білий король | a8 чорна тура · c8 чорний слон · d8 чорний король · f8 чорний слон · h8 чорна тура · a7 чорний пішак · b7 чорний пішак · f7 чорний пішак · h7 чорний пішак · b6 чорний ферзь · f6 чорний пішак · g6 чорний пішак · d5 білий пішак · d4 білий ферзь · c3 білий кінь · d3 чорний пішак · f3 білий кінь · a2 білий пішак · b2 білий пішак · f2 білий пішак · g2 білий пішак · h2 білий пішак · a1 біла тура · e1 біла тура · g1 білий король | a8 чорна тура · c8 чорний слон · d8 чорний король · f8 чорний слон · h8 чорна тура · a7 чорний пішак · b7 чорний пішак · f7 чорний пішак · h7 чорний пішак · b6 чорний ферзь · f6 чорний пішак · g6 чорний пішак · d5 білий пішак · d4 білий ферзь · c3 білий кінь · d3 чорний пішак · f3 білий кінь · a2 білий пішак · b2 білий пішак · f2 білий пішак · g2 білий пішак · h2 білий пішак · a1 біла тура · e1 біла тура · g1 білий король | a8 чорна тура · c8 чорний слон · d8 чорний король · f8 чорний слон · h8 чорна тура · a7 чорний пішак · b7 чорний пішак · f7 чорний пішак · h7 чорний пішак · b6 чорний ферзь · f6 чорний пішак · g6 чорний пішак · d5 білий пішак · d4 білий ферзь · c3 білий кінь · d3 чорний пішак · f3 білий кінь · a2 білий пішак · b2 білий пішак · f2 білий пішак · g2 білий пішак · h2 білий пішак · a1 біла тура · e1 біла тура · g1 білий король | a8 чорна тура · c8 чорний слон · d8 чорний король · f8 чорний слон · h8 чорна тура · a7 чорний пішак · b7 чорний пішак · f7 чорний пішак · h7 чорний пішак · b6 чорний ферзь · f6 чорний пішак · g6 чорний пішак · d5 білий пішак · d4 білий ферзь · c3 білий кінь · d3 чорний пішак · f3 білий кінь · a2 білий пішак · b2 білий пішак · f2 білий пішак · g2 білий пішак · h2 білий пішак · a1 біла тура · e1 біла тура · g1 білий король | a8 чорна тура · c8 чорний слон · d8 чорний король · f8 чорний слон · h8 чорна тура · a7 чорний пішак · b7 чорний пішак · f7 чорний пішак · h7 чорний пішак · b6 чорний ферзь · f6 чорний пішак · g6 чорний пішак · d5 білий пішак · d4 білий ферзь · c3 білий кінь · d3 чорний пішак · f3 білий кінь · a2 білий пішак · b2 білий пішак · f2 білий пішак · g2 білий пішак · h2 білий пішак · a1 біла тура · e1 біла тура · g1 білий король | 7 |
| 6 | a8 чорна тура · c8 чорний слон · d8 чорний король · f8 чорний слон · h8 чорна тура · a7 чорний пішак · b7 чорний пішак · f7 чорний пішак · h7 чорний пішак · b6 чорний ферзь · f6 чорний пішак · g6 чорний пішак · d5 білий пішак · d4 білий ферзь · c3 білий кінь · d3 чорний пішак · f3 білий кінь · a2 білий пішак · b2 білий пішак · f2 білий пішак · g2 білий пішак · h2 білий пішак · a1 біла тура · e1 біла тура · g1 білий король | a8 чорна тура · c8 чорний слон · d8 чорний король · f8 чорний слон · h8 чорна тура · a7 чорний пішак · b7 чорний пішак · f7 чорний пішак · h7 чорний пішак · b6 чорний ферзь · f6 чорний пішак · g6 чорний пішак · d5 білий пішак · d4 білий ферзь · c3 білий кінь · d3 чорний пішак · f3 білий кінь · a2 білий пішак · b2 білий пішак · f2 білий пішак · g2 білий пішак · h2 білий пішак · a1 біла тура · e1 біла тура · g1 білий король | a8 чорна тура · c8 чорний слон · d8 чорний король · f8 чорний слон · h8 чорна тура · a7 чорний пішак · b7 чорний пішак · f7 чорний пішак · h7 чорний пішак · b6 чорний ферзь · f6 чорний пішак · g6 чорний пішак · d5 білий пішак · d4 білий ферзь · c3 білий кінь · d3 чорний пішак · f3 білий кінь · a2 білий пішак · b2 білий пішак · f2 білий пішак · g2 білий пішак · h2 білий пішак · a1 біла тура · e1 біла тура · g1 білий король | a8 чорна тура · c8 чорний слон · d8 чорний король · f8 чорний слон · h8 чорна тура · a7 чорний пішак · b7 чорний пішак · f7 чорний пішак · h7 чорний пішак · b6 чорний ферзь · f6 чорний пішак · g6 чорний пішак · d5 білий пішак · d4 білий ферзь · c3 білий кінь · d3 чорний пішак · f3 білий кінь · a2 білий пішак · b2 білий пішак · f2 білий пішак · g2 білий пішак · h2 білий пішак · a1 біла тура · e1 біла тура · g1 білий король | a8 чорна тура · c8 чорний слон · d8 чорний король · f8 чорний слон · h8 чорна тура · a7 чорний пішак · b7 чорний пішак · f7 чорний пішак · h7 чорний пішак · b6 чорний ферзь · f6 чорний пішак · g6 чорний пішак · d5 білий пішак · d4 білий ферзь · c3 білий кінь · d3 чорний пішак · f3 білий кінь · a2 білий пішак · b2 білий пішак · f2 білий пішак · g2 білий пішак · h2 білий пішак · a1 біла тура · e1 біла тура · g1 білий король | a8 чорна тура · c8 чорний слон · d8 чорний король · f8 чорний слон · h8 чорна тура · a7 чорний пішак · b7 чорний пішак · f7 чорний пішак · h7 чорний пішак · b6 чорний ферзь · f6 чорний пішак · g6 чорний пішак · d5 білий пішак · d4 білий ферзь · c3 білий кінь · d3 чорний пішак · f3 білий кінь · a2 білий пішак · b2 білий пішак · f2 білий пішак · g2 білий пішак · h2 білий пішак · a1 біла тура · e1 біла тура · g1 білий король | a8 чорна тура · c8 чорний слон · d8 чорний король · f8 чорний слон · h8 чорна тура · a7 чорний пішак · b7 чорний пішак · f7 чорний пішак · h7 чорний пішак · b6 чорний ферзь · f6 чорний пішак · g6 чорний пішак · d5 білий пішак · d4 білий ферзь · c3 білий кінь · d3 чорний пішак · f3 білий кінь · a2 білий пішак · b2 білий пішак · f2 білий пішак · g2 білий пішак · h2 білий пішак · a1 біла тура · e1 біла тура · g1 білий король | a8 чорна тура · c8 чорний слон · d8 чорний король · f8 чорний слон · h8 чорна тура · a7 чорний пішак · b7 чорний пішак · f7 чорний пішак · h7 чорний пішак · b6 чорний ферзь · f6 чорний пішак · g6 чорний пішак · d5 білий пішак · d4 білий ферзь · c3 білий кінь · d3 чорний пішак · f3 білий кінь · a2 білий пішак · b2 білий пішак · f2 білий пішак · g2 білий пішак · h2 білий пішак · a1 біла тура · e1 біла тура · g1 білий король | 6 |
| 5 | a8 чорна тура · c8 чорний слон · d8 чорний король · f8 чорний слон · h8 чорна тура · a7 чорний пішак · b7 чорний пішак · f7 чорний пішак · h7 чорний пішак · b6 чорний ферзь · f6 чорний пішак · g6 чорний пішак · d5 білий пішак · d4 білий ферзь · c3 білий кінь · d3 чорний пішак · f3 білий кінь · a2 білий пішак · b2 білий пішак · f2 білий пішак · g2 білий пішак · h2 білий пішак · a1 біла тура · e1 біла тура · g1 білий король | a8 чорна тура · c8 чорний слон · d8 чорний король · f8 чорний слон · h8 чорна тура · a7 чорний пішак · b7 чорний пішак · f7 чорний пішак · h7 чорний пішак · b6 чорний ферзь · f6 чорний пішак · g6 чорний пішак · d5 білий пішак · d4 білий ферзь · c3 білий кінь · d3 чорний пішак · f3 білий кінь · a2 білий пішак · b2 білий пішак · f2 білий пішак · g2 білий пішак · h2 білий пішак · a1 біла тура · e1 біла тура · g1 білий король | a8 чорна тура · c8 чорний слон · d8 чорний король · f8 чорний слон · h8 чорна тура · a7 чорний пішак · b7 чорний пішак · f7 чорний пішак · h7 чорний пішак · b6 чорний ферзь · f6 чорний пішак · g6 чорний пішак · d5 білий пішак · d4 білий ферзь · c3 білий кінь · d3 чорний пішак · f3 білий кінь · a2 білий пішак · b2 білий пішак · f2 білий пішак · g2 білий пішак · h2 білий пішак · a1 біла тура · e1 біла тура · g1 білий король | a8 чорна тура · c8 чорний слон · d8 чорний король · f8 чорний слон · h8 чорна тура · a7 чорний пішак · b7 чорний пішак · f7 чорний пішак · h7 чорний пішак · b6 чорний ферзь · f6 чорний пішак · g6 чорний пішак · d5 білий пішак · d4 білий ферзь · c3 білий кінь · d3 чорний пішак · f3 білий кінь · a2 білий пішак · b2 білий пішак · f2 білий пішак · g2 білий пішак · h2 білий пішак · a1 біла тура · e1 біла тура · g1 білий король | a8 чорна тура · c8 чорний слон · d8 чорний король · f8 чорний слон · h8 чорна тура · a7 чорний пішак · b7 чорний пішак · f7 чорний пішак · h7 чорний пішак · b6 чорний ферзь · f6 чорний пішак · g6 чорний пішак · d5 білий пішак · d4 білий ферзь · c3 білий кінь · d3 чорний пішак · f3 білий кінь · a2 білий пішак · b2 білий пішак · f2 білий пішак · g2 білий пішак · h2 білий пішак · a1 біла тура · e1 біла тура · g1 білий король | a8 чорна тура · c8 чорний слон · d8 чорний король · f8 чорний слон · h8 чорна тура · a7 чорний пішак · b7 чорний пішак · f7 чорний пішак · h7 чорний пішак · b6 чорний ферзь · f6 чорний пішак · g6 чорний пішак · d5 білий пішак · d4 білий ферзь · c3 білий кінь · d3 чорний пішак · f3 білий кінь · a2 білий пішак · b2 білий пішак · f2 білий пішак · g2 білий пішак · h2 білий пішак · a1 біла тура · e1 біла тура · g1 білий король | a8 чорна тура · c8 чорний слон · d8 чорний король · f8 чорний слон · h8 чорна тура · a7 чорний пішак · b7 чорний пішак · f7 чорний пішак · h7 чорний пішак · b6 чорний ферзь · f6 чорний пішак · g6 чорний пішак · d5 білий пішак · d4 білий ферзь · c3 білий кінь · d3 чорний пішак · f3 білий кінь · a2 білий пішак · b2 білий пішак · f2 білий пішак · g2 білий пішак · h2 білий пішак · a1 біла тура · e1 біла тура · g1 білий король | a8 чорна тура · c8 чорний слон · d8 чорний король · f8 чорний слон · h8 чорна тура · a7 чорний пішак · b7 чорний пішак · f7 чорний пішак · h7 чорний пішак · b6 чорний ферзь · f6 чорний пішак · g6 чорний пішак · d5 білий пішак · d4 білий ферзь · c3 білий кінь · d3 чорний пішак · f3 білий кінь · a2 білий пішак · b2 білий пішак · f2 білий пішак · g2 білий пішак · h2 білий пішак · a1 біла тура · e1 біла тура · g1 білий король | 5 |
| 4 | a8 чорна тура · c8 чорний слон · d8 чорний король · f8 чорний слон · h8 чорна тура · a7 чорний пішак · b7 чорний пішак · f7 чорний пішак · h7 чорний пішак · b6 чорний ферзь · f6 чорний пішак · g6 чорний пішак · d5 білий пішак · d4 білий ферзь · c3 білий кінь · d3 чорний пішак · f3 білий кінь · a2 білий пішак · b2 білий пішак · f2 білий пішак · g2 білий пішак · h2 білий пішак · a1 біла тура · e1 біла тура · g1 білий король | a8 чорна тура · c8 чорний слон · d8 чорний король · f8 чорний слон · h8 чорна тура · a7 чорний пішак · b7 чорний пішак · f7 чорний пішак · h7 чорний пішак · b6 чорний ферзь · f6 чорний пішак · g6 чорний пішак · d5 білий пішак · d4 білий ферзь · c3 білий кінь · d3 чорний пішак · f3 білий кінь · a2 білий пішак · b2 білий пішак · f2 білий пішак · g2 білий пішак · h2 білий пішак · a1 біла тура · e1 біла тура · g1 білий король | a8 чорна тура · c8 чорний слон · d8 чорний король · f8 чорний слон · h8 чорна тура · a7 чорний пішак · b7 чорний пішак · f7 чорний пішак · h7 чорний пішак · b6 чорний ферзь · f6 чорний пішак · g6 чорний пішак · d5 білий пішак · d4 білий ферзь · c3 білий кінь · d3 чорний пішак · f3 білий кінь · a2 білий пішак · b2 білий пішак · f2 білий пішак · g2 білий пішак · h2 білий пішак · a1 біла тура · e1 біла тура · g1 білий король | a8 чорна тура · c8 чорний слон · d8 чорний король · f8 чорний слон · h8 чорна тура · a7 чорний пішак · b7 чорний пішак · f7 чорний пішак · h7 чорний пішак · b6 чорний ферзь · f6 чорний пішак · g6 чорний пішак · d5 білий пішак · d4 білий ферзь · c3 білий кінь · d3 чорний пішак · f3 білий кінь · a2 білий пішак · b2 білий пішак · f2 білий пішак · g2 білий пішак · h2 білий пішак · a1 біла тура · e1 біла тура · g1 білий король | a8 чорна тура · c8 чорний слон · d8 чорний король · f8 чорний слон · h8 чорна тура · a7 чорний пішак · b7 чорний пішак · f7 чорний пішак · h7 чорний пішак · b6 чорний ферзь · f6 чорний пішак · g6 чорний пішак · d5 білий пішак · d4 білий ферзь · c3 білий кінь · d3 чорний пішак · f3 білий кінь · a2 білий пішак · b2 білий пішак · f2 білий пішак · g2 білий пішак · h2 білий пішак · a1 біла тура · e1 біла тура · g1 білий король | a8 чорна тура · c8 чорний слон · d8 чорний король · f8 чорний слон · h8 чорна тура · a7 чорний пішак · b7 чорний пішак · f7 чорний пішак · h7 чорний пішак · b6 чорний ферзь · f6 чорний пішак · g6 чорний пішак · d5 білий пішак · d4 білий ферзь · c3 білий кінь · d3 чорний пішак · f3 білий кінь · a2 білий пішак · b2 білий пішак · f2 білий пішак · g2 білий пішак · h2 білий пішак · a1 біла тура · e1 біла тура · g1 білий король | a8 чорна тура · c8 чорний слон · d8 чорний король · f8 чорний слон · h8 чорна тура · a7 чорний пішак · b7 чорний пішак · f7 чорний пішак · h7 чорний пішак · b6 чорний ферзь · f6 чорний пішак · g6 чорний пішак · d5 білий пішак · d4 білий ферзь · c3 білий кінь · d3 чорний пішак · f3 білий кінь · a2 білий пішак · b2 білий пішак · f2 білий пішак · g2 білий пішак · h2 білий пішак · a1 біла тура · e1 біла тура · g1 білий король | a8 чорна тура · c8 чорний слон · d8 чорний король · f8 чорний слон · h8 чорна тура · a7 чорний пішак · b7 чорний пішак · f7 чорний пішак · h7 чорний пішак · b6 чорний ферзь · f6 чорний пішак · g6 чорний пішак · d5 білий пішак · d4 білий ферзь · c3 білий кінь · d3 чорний пішак · f3 білий кінь · a2 білий пішак · b2 білий пішак · f2 білий пішак · g2 білий пішак · h2 білий пішак · a1 біла тура · e1 біла тура · g1 білий король | 4 |
| 3 | a8 чорна тура · c8 чорний слон · d8 чорний король · f8 чорний слон · h8 чорна тура · a7 чорний пішак · b7 чорний пішак · f7 чорний пішак · h7 чорний пішак · b6 чорний ферзь · f6 чорний пішак · g6 чорний пішак · d5 білий пішак · d4 білий ферзь · c3 білий кінь · d3 чорний пішак · f3 білий кінь · a2 білий пішак · b2 білий пішак · f2 білий пішак · g2 білий пішак · h2 білий пішак · a1 біла тура · e1 біла тура · g1 білий король | a8 чорна тура · c8 чорний слон · d8 чорний король · f8 чорний слон · h8 чорна тура · a7 чорний пішак · b7 чорний пішак · f7 чорний пішак · h7 чорний пішак · b6 чорний ферзь · f6 чорний пішак · g6 чорний пішак · d5 білий пішак · d4 білий ферзь · c3 білий кінь · d3 чорний пішак · f3 білий кінь · a2 білий пішак · b2 білий пішак · f2 білий пішак · g2 білий пішак · h2 білий пішак · a1 біла тура · e1 біла тура · g1 білий король | a8 чорна тура · c8 чорний слон · d8 чорний король · f8 чорний слон · h8 чорна тура · a7 чорний пішак · b7 чорний пішак · f7 чорний пішак · h7 чорний пішак · b6 чорний ферзь · f6 чорний пішак · g6 чорний пішак · d5 білий пішак · d4 білий ферзь · c3 білий кінь · d3 чорний пішак · f3 білий кінь · a2 білий пішак · b2 білий пішак · f2 білий пішак · g2 білий пішак · h2 білий пішак · a1 біла тура · e1 біла тура · g1 білий король | a8 чорна тура · c8 чорний слон · d8 чорний король · f8 чорний слон · h8 чорна тура · a7 чорний пішак · b7 чорний пішак · f7 чорний пішак · h7 чорний пішак · b6 чорний ферзь · f6 чорний пішак · g6 чорний пішак · d5 білий пішак · d4 білий ферзь · c3 білий кінь · d3 чорний пішак · f3 білий кінь · a2 білий пішак · b2 білий пішак · f2 білий пішак · g2 білий пішак · h2 білий пішак · a1 біла тура · e1 біла тура · g1 білий король | a8 чорна тура · c8 чорний слон · d8 чорний король · f8 чорний слон · h8 чорна тура · a7 чорний пішак · b7 чорний пішак · f7 чорний пішак · h7 чорний пішак · b6 чорний ферзь · f6 чорний пішак · g6 чорний пішак · d5 білий пішак · d4 білий ферзь · c3 білий кінь · d3 чорний пішак · f3 білий кінь · a2 білий пішак · b2 білий пішак · f2 білий пішак · g2 білий пішак · h2 білий пішак · a1 біла тура · e1 біла тура · g1 білий король | a8 чорна тура · c8 чорний слон · d8 чорний король · f8 чорний слон · h8 чорна тура · a7 чорний пішак · b7 чорний пішак · f7 чорний пішак · h7 чорний пішак · b6 чорний ферзь · f6 чорний пішак · g6 чорний пішак · d5 білий пішак · d4 білий ферзь · c3 білий кінь · d3 чорний пішак · f3 білий кінь · a2 білий пішак · b2 білий пішак · f2 білий пішак · g2 білий пішак · h2 білий пішак · a1 біла тура · e1 біла тура · g1 білий король | a8 чорна тура · c8 чорний слон · d8 чорний король · f8 чорний слон · h8 чорна тура · a7 чорний пішак · b7 чорний пішак · f7 чорний пішак · h7 чорний пішак · b6 чорний ферзь · f6 чорний пішак · g6 чорний пішак · d5 білий пішак · d4 білий ферзь · c3 білий кінь · d3 чорний пішак · f3 білий кінь · a2 білий пішак · b2 білий пішак · f2 білий пішак · g2 білий пішак · h2 білий пішак · a1 біла тура · e1 біла тура · g1 білий король | a8 чорна тура · c8 чорний слон · d8 чорний король · f8 чорний слон · h8 чорна тура · a7 чорний пішак · b7 чорний пішак · f7 чорний пішак · h7 чорний пішак · b6 чорний ферзь · f6 чорний пішак · g6 чорний пішак · d5 білий пішак · d4 білий ферзь · c3 білий кінь · d3 чорний пішак · f3 білий кінь · a2 білий пішак · b2 білий пішак · f2 білий пішак · g2 білий пішак · h2 білий пішак · a1 біла тура · e1 біла тура · g1 білий король | 3 |
| 2 | a8 чорна тура · c8 чорний слон · d8 чорний король · f8 чорний слон · h8 чорна тура · a7 чорний пішак · b7 чорний пішак · f7 чорний пішак · h7 чорний пішак · b6 чорний ферзь · f6 чорний пішак · g6 чорний пішак · d5 білий пішак · d4 білий ферзь · c3 білий кінь · d3 чорний пішак · f3 білий кінь · a2 білий пішак · b2 білий пішак · f2 білий пішак · g2 білий пішак · h2 білий пішак · a1 біла тура · e1 біла тура · g1 білий король | a8 чорна тура · c8 чорний слон · d8 чорний король · f8 чорний слон · h8 чорна тура · a7 чорний пішак · b7 чорний пішак · f7 чорний пішак · h7 чорний пішак · b6 чорний ферзь · f6 чорний пішак · g6 чорний пішак · d5 білий пішак · d4 білий ферзь · c3 білий кінь · d3 чорний пішак · f3 білий кінь · a2 білий пішак · b2 білий пішак · f2 білий пішак · g2 білий пішак · h2 білий пішак · a1 біла тура · e1 біла тура · g1 білий король | a8 чорна тура · c8 чорний слон · d8 чорний король · f8 чорний слон · h8 чорна тура · a7 чорний пішак · b7 чорний пішак · f7 чорний пішак · h7 чорний пішак · b6 чорний ферзь · f6 чорний пішак · g6 чорний пішак · d5 білий пішак · d4 білий ферзь · c3 білий кінь · d3 чорний пішак · f3 білий кінь · a2 білий пішак · b2 білий пішак · f2 білий пішак · g2 білий пішак · h2 білий пішак · a1 біла тура · e1 біла тура · g1 білий король | a8 чорна тура · c8 чорний слон · d8 чорний король · f8 чорний слон · h8 чорна тура · a7 чорний пішак · b7 чорний пішак · f7 чорний пішак · h7 чорний пішак · b6 чорний ферзь · f6 чорний пішак · g6 чорний пішак · d5 білий пішак · d4 білий ферзь · c3 білий кінь · d3 чорний пішак · f3 білий кінь · a2 білий пішак · b2 білий пішак · f2 білий пішак · g2 білий пішак · h2 білий пішак · a1 біла тура · e1 біла тура · g1 білий король | a8 чорна тура · c8 чорний слон · d8 чорний король · f8 чорний слон · h8 чорна тура · a7 чорний пішак · b7 чорний пішак · f7 чорний пішак · h7 чорний пішак · b6 чорний ферзь · f6 чорний пішак · g6 чорний пішак · d5 білий пішак · d4 білий ферзь · c3 білий кінь · d3 чорний пішак · f3 білий кінь · a2 білий пішак · b2 білий пішак · f2 білий пішак · g2 білий пішак · h2 білий пішак · a1 біла тура · e1 біла тура · g1 білий король | a8 чорна тура · c8 чорний слон · d8 чорний король · f8 чорний слон · h8 чорна тура · a7 чорний пішак · b7 чорний пішак · f7 чорний пішак · h7 чорний пішак · b6 чорний ферзь · f6 чорний пішак · g6 чорний пішак · d5 білий пішак · d4 білий ферзь · c3 білий кінь · d3 чорний пішак · f3 білий кінь · a2 білий пішак · b2 білий пішак · f2 білий пішак · g2 білий пішак · h2 білий пішак · a1 біла тура · e1 біла тура · g1 білий король | a8 чорна тура · c8 чорний слон · d8 чорний король · f8 чорний слон · h8 чорна тура · a7 чорний пішак · b7 чорний пішак · f7 чорний пішак · h7 чорний пішак · b6 чорний ферзь · f6 чорний пішак · g6 чорний пішак · d5 білий пішак · d4 білий ферзь · c3 білий кінь · d3 чорний пішак · f3 білий кінь · a2 білий пішак · b2 білий пішак · f2 білий пішак · g2 білий пішак · h2 білий пішак · a1 біла тура · e1 біла тура · g1 білий король | a8 чорна тура · c8 чорний слон · d8 чорний король · f8 чорний слон · h8 чорна тура · a7 чорний пішак · b7 чорний пішак · f7 чорний пішак · h7 чорний пішак · b6 чорний ферзь · f6 чорний пішак · g6 чорний пішак · d5 білий пішак · d4 білий ферзь · c3 білий кінь · d3 чорний пішак · f3 білий кінь · a2 білий пішак · b2 білий пішак · f2 білий пішак · g2 білий пішак · h2 білий пішак · a1 біла тура · e1 біла тура · g1 білий король | 2 |
| 1 | a8 чорна тура · c8 чорний слон · d8 чорний король · f8 чорний слон · h8 чорна тура · a7 чорний пішак · b7 чорний пішак · f7 чорний пішак · h7 чорний пішак · b6 чорний ферзь · f6 чорний пішак · g6 чорний пішак · d5 білий пішак · d4 білий ферзь · c3 білий кінь · d3 чорний пішак · f3 білий кінь · a2 білий пішак · b2 білий пішак · f2 білий пішак · g2 білий пішак · h2 білий пішак · a1 біла тура · e1 біла тура · g1 білий король | a8 чорна тура · c8 чорний слон · d8 чорний король · f8 чорний слон · h8 чорна тура · a7 чорний пішак · b7 чорний пішак · f7 чорний пішак · h7 чорний пішак · b6 чорний ферзь · f6 чорний пішак · g6 чорний пішак · d5 білий пішак · d4 білий ферзь · c3 білий кінь · d3 чорний пішак · f3 білий кінь · a2 білий пішак · b2 білий пішак · f2 білий пішак · g2 білий пішак · h2 білий пішак · a1 біла тура · e1 біла тура · g1 білий король | a8 чорна тура · c8 чорний слон · d8 чорний король · f8 чорний слон · h8 чорна тура · a7 чорний пішак · b7 чорний пішак · f7 чорний пішак · h7 чорний пішак · b6 чорний ферзь · f6 чорний пішак · g6 чорний пішак · d5 білий пішак · d4 білий ферзь · c3 білий кінь · d3 чорний пішак · f3 білий кінь · a2 білий пішак · b2 білий пішак · f2 білий пішак · g2 білий пішак · h2 білий пішак · a1 біла тура · e1 біла тура · g1 білий король | a8 чорна тура · c8 чорний слон · d8 чорний король · f8 чорний слон · h8 чорна тура · a7 чорний пішак · b7 чорний пішак · f7 чорний пішак · h7 чорний пішак · b6 чорний ферзь · f6 чорний пішак · g6 чорний пішак · d5 білий пішак · d4 білий ферзь · c3 білий кінь · d3 чорний пішак · f3 білий кінь · a2 білий пішак · b2 білий пішак · f2 білий пішак · g2 білий пішак · h2 білий пішак · a1 біла тура · e1 біла тура · g1 білий король | a8 чорна тура · c8 чорний слон · d8 чорний король · f8 чорний слон · h8 чорна тура · a7 чорний пішак · b7 чорний пішак · f7 чорний пішак · h7 чорний пішак · b6 чорний ферзь · f6 чорний пішак · g6 чорний пішак · d5 білий пішак · d4 білий ферзь · c3 білий кінь · d3 чорний пішак · f3 білий кінь · a2 білий пішак · b2 білий пішак · f2 білий пішак · g2 білий пішак · h2 білий пішак · a1 біла тура · e1 біла тура · g1 білий король | a8 чорна тура · c8 чорний слон · d8 чорний король · f8 чорний слон · h8 чорна тура · a7 чорний пішак · b7 чорний пішак · f7 чорний пішак · h7 чорний пішак · b6 чорний ферзь · f6 чорний пішак · g6 чорний пішак · d5 білий пішак · d4 білий ферзь · c3 білий кінь · d3 чорний пішак · f3 білий кінь · a2 білий пішак · b2 білий пішак · f2 білий пішак · g2 білий пішак · h2 білий пішак · a1 біла тура · e1 біла тура · g1 білий король | a8 чорна тура · c8 чорний слон · d8 чорний король · f8 чорний слон · h8 чорна тура · a7 чорний пішак · b7 чорний пішак · f7 чорний пішак · h7 чорний пішак · b6 чорний ферзь · f6 чорний пішак · g6 чорний пішак · d5 білий пішак · d4 білий ферзь · c3 білий кінь · d3 чорний пішак · f3 білий кінь · a2 білий пішак · b2 білий пішак · f2 білий пішак · g2 білий пішак · h2 білий пішак · a1 біла тура · e1 біла тура · g1 білий король | a8 чорна тура · c8 чорний слон · d8 чорний король · f8 чорний слон · h8 чорна тура · a7 чорний пішак · b7 чорний пішак · f7 чорний пішак · h7 чорний пішак · b6 чорний ферзь · f6 чорний пішак · g6 чорний пішак · d5 білий пішак · d4 білий ферзь · c3 білий кінь · d3 чорний пішак · f3 білий кінь · a2 білий пішак · b2 білий пішак · f2 білий пішак · g2 білий пішак · h2 білий пішак · a1 біла тура · e1 біла тура · g1 білий король | 1 |
|   | a | b | c | d | e | f | g | h |   |

У рідне місто чемпіона СРСР суперники приїхали 9 грудня разом зі секундантами та арбітром на потязі «Червона стріла». Гросмейстери і секунданти поселилися в готелі «Асторія».
У Ленінграді місцем гри була Велика зала консерваторії, що вміщувала 1000 глядачів. У деякі дні перед будівлею скупчувався натовп на кількасот людей, яким не вдалось отримати квитки.
Сьому партію Ботвинник назвав «коротенькою, але змістовною». Суперники грали добре, не припускаючись помилок, і уклали мир на 24-му ході.
Позиція після 14. …f5-f4!
|   | a | b | c | d | e | f | g | h |   |
| 8 | a8 чорна тура · c8 чорний слон · f8 чорна тура · g8 чорний король · a7 чорний пішак · b7 чорний пішак · d7 чорний кінь · e7 чорний слон · g7 чорний пішак · h7 чорний пішак · c6 чорний пішак · d5 чорний пішак · h5 чорний ферзь · d4 білий пішак · f4 чорний пішак · b3 білий пішак · c3 білий слон · d3 білий ферзь · f3 білий пішак · g3 білий пішак · a2 білий пішак · d2 білий кінь · e2 білий пішак · g2 білий слон · h2 білий пішак · a1 біла тура · f1 біла тура · g1 білий король | a8 чорна тура · c8 чорний слон · f8 чорна тура · g8 чорний король · a7 чорний пішак · b7 чорний пішак · d7 чорний кінь · e7 чорний слон · g7 чорний пішак · h7 чорний пішак · c6 чорний пішак · d5 чорний пішак · h5 чорний ферзь · d4 білий пішак · f4 чорний пішак · b3 білий пішак · c3 білий слон · d3 білий ферзь · f3 білий пішак · g3 білий пішак · a2 білий пішак · d2 білий кінь · e2 білий пішак · g2 білий слон · h2 білий пішак · a1 біла тура · f1 біла тура · g1 білий король | a8 чорна тура · c8 чорний слон · f8 чорна тура · g8 чорний король · a7 чорний пішак · b7 чорний пішак · d7 чорний кінь · e7 чорний слон · g7 чорний пішак · h7 чорний пішак · c6 чорний пішак · d5 чорний пішак · h5 чорний ферзь · d4 білий пішак · f4 чорний пішак · b3 білий пішак · c3 білий слон · d3 білий ферзь · f3 білий пішак · g3 білий пішак · a2 білий пішак · d2 білий кінь · e2 білий пішак · g2 білий слон · h2 білий пішак · a1 біла тура · f1 біла тура · g1 білий король | a8 чорна тура · c8 чорний слон · f8 чорна тура · g8 чорний король · a7 чорний пішак · b7 чорний пішак · d7 чорний кінь · e7 чорний слон · g7 чорний пішак · h7 чорний пішак · c6 чорний пішак · d5 чорний пішак · h5 чорний ферзь · d4 білий пішак · f4 чорний пішак · b3 білий пішак · c3 білий слон · d3 білий ферзь · f3 білий пішак · g3 білий пішак · a2 білий пішак · d2 білий кінь · e2 білий пішак · g2 білий слон · h2 білий пішак · a1 біла тура · f1 біла тура · g1 білий король | a8 чорна тура · c8 чорний слон · f8 чорна тура · g8 чорний король · a7 чорний пішак · b7 чорний пішак · d7 чорний кінь · e7 чорний слон · g7 чорний пішак · h7 чорний пішак · c6 чорний пішак · d5 чорний пішак · h5 чорний ферзь · d4 білий пішак · f4 чорний пішак · b3 білий пішак · c3 білий слон · d3 білий ферзь · f3 білий пішак · g3 білий пішак · a2 білий пішак · d2 білий кінь · e2 білий пішак · g2 білий слон · h2 білий пішак · a1 біла тура · f1 біла тура · g1 білий король | a8 чорна тура · c8 чорний слон · f8 чорна тура · g8 чорний король · a7 чорний пішак · b7 чорний пішак · d7 чорний кінь · e7 чорний слон · g7 чорний пішак · h7 чорний пішак · c6 чорний пішак · d5 чорний пішак · h5 чорний ферзь · d4 білий пішак · f4 чорний пішак · b3 білий пішак · c3 білий слон · d3 білий ферзь · f3 білий пішак · g3 білий пішак · a2 білий пішак · d2 білий кінь · e2 білий пішак · g2 білий слон · h2 білий пішак · a1 біла тура · f1 біла тура · g1 білий король | a8 чорна тура · c8 чорний слон · f8 чорна тура · g8 чорний король · a7 чорний пішак · b7 чорний пішак · d7 чорний кінь · e7 чорний слон · g7 чорний пішак · h7 чорний пішак · c6 чорний пішак · d5 чорний пішак · h5 чорний ферзь · d4 білий пішак · f4 чорний пішак · b3 білий пішак · c3 білий слон · d3 білий ферзь · f3 білий пішак · g3 білий пішак · a2 білий пішак · d2 білий кінь · e2 білий пішак · g2 білий слон · h2 білий пішак · a1 біла тура · f1 біла тура · g1 білий король | a8 чорна тура · c8 чорний слон · f8 чорна тура · g8 чорний король · a7 чорний пішак · b7 чорний пішак · d7 чорний кінь · e7 чорний слон · g7 чорний пішак · h7 чорний пішак · c6 чорний пішак · d5 чорний пішак · h5 чорний ферзь · d4 білий пішак · f4 чорний пішак · b3 білий пішак · c3 білий слон · d3 білий ферзь · f3 білий пішак · g3 білий пішак · a2 білий пішак · d2 білий кінь · e2 білий пішак · g2 білий слон · h2 білий пішак · a1 біла тура · f1 біла тура · g1 білий король | 8 |
| 7 | a8 чорна тура · c8 чорний слон · f8 чорна тура · g8 чорний король · a7 чорний пішак · b7 чорний пішак · d7 чорний кінь · e7 чорний слон · g7 чорний пішак · h7 чорний пішак · c6 чорний пішак · d5 чорний пішак · h5 чорний ферзь · d4 білий пішак · f4 чорний пішак · b3 білий пішак · c3 білий слон · d3 білий ферзь · f3 білий пішак · g3 білий пішак · a2 білий пішак · d2 білий кінь · e2 білий пішак · g2 білий слон · h2 білий пішак · a1 біла тура · f1 біла тура · g1 білий король | a8 чорна тура · c8 чорний слон · f8 чорна тура · g8 чорний король · a7 чорний пішак · b7 чорний пішак · d7 чорний кінь · e7 чорний слон · g7 чорний пішак · h7 чорний пішак · c6 чорний пішак · d5 чорний пішак · h5 чорний ферзь · d4 білий пішак · f4 чорний пішак · b3 білий пішак · c3 білий слон · d3 білий ферзь · f3 білий пішак · g3 білий пішак · a2 білий пішак · d2 білий кінь · e2 білий пішак · g2 білий слон · h2 білий пішак · a1 біла тура · f1 біла тура · g1 білий король | a8 чорна тура · c8 чорний слон · f8 чорна тура · g8 чорний король · a7 чорний пішак · b7 чорний пішак · d7 чорний кінь · e7 чорний слон · g7 чорний пішак · h7 чорний пішак · c6 чорний пішак · d5 чорний пішак · h5 чорний ферзь · d4 білий пішак · f4 чорний пішак · b3 білий пішак · c3 білий слон · d3 білий ферзь · f3 білий пішак · g3 білий пішак · a2 білий пішак · d2 білий кінь · e2 білий пішак · g2 білий слон · h2 білий пішак · a1 біла тура · f1 біла тура · g1 білий король | a8 чорна тура · c8 чорний слон · f8 чорна тура · g8 чорний король · a7 чорний пішак · b7 чорний пішак · d7 чорний кінь · e7 чорний слон · g7 чорний пішак · h7 чорний пішак · c6 чорний пішак · d5 чорний пішак · h5 чорний ферзь · d4 білий пішак · f4 чорний пішак · b3 білий пішак · c3 білий слон · d3 білий ферзь · f3 білий пішак · g3 білий пішак · a2 білий пішак · d2 білий кінь · e2 білий пішак · g2 білий слон · h2 білий пішак · a1 біла тура · f1 біла тура · g1 білий король | a8 чорна тура · c8 чорний слон · f8 чорна тура · g8 чорний король · a7 чорний пішак · b7 чорний пішак · d7 чорний кінь · e7 чорний слон · g7 чорний пішак · h7 чорний пішак · c6 чорний пішак · d5 чорний пішак · h5 чорний ферзь · d4 білий пішак · f4 чорний пішак · b3 білий пішак · c3 білий слон · d3 білий ферзь · f3 білий пішак · g3 білий пішак · a2 білий пішак · d2 білий кінь · e2 білий пішак · g2 білий слон · h2 білий пішак · a1 біла тура · f1 біла тура · g1 білий король | a8 чорна тура · c8 чорний слон · f8 чорна тура · g8 чорний король · a7 чорний пішак · b7 чорний пішак · d7 чорний кінь · e7 чорний слон · g7 чорний пішак · h7 чорний пішак · c6 чорний пішак · d5 чорний пішак · h5 чорний ферзь · d4 білий пішак · f4 чорний пішак · b3 білий пішак · c3 білий слон · d3 білий ферзь · f3 білий пішак · g3 білий пішак · a2 білий пішак · d2 білий кінь · e2 білий пішак · g2 білий слон · h2 білий пішак · a1 біла тура · f1 біла тура · g1 білий король | a8 чорна тура · c8 чорний слон · f8 чорна тура · g8 чорний король · a7 чорний пішак · b7 чорний пішак · d7 чорний кінь · e7 чорний слон · g7 чорний пішак · h7 чорний пішак · c6 чорний пішак · d5 чорний пішак · h5 чорний ферзь · d4 білий пішак · f4 чорний пішак · b3 білий пішак · c3 білий слон · d3 білий ферзь · f3 білий пішак · g3 білий пішак · a2 білий пішак · d2 білий кінь · e2 білий пішак · g2 білий слон · h2 білий пішак · a1 біла тура · f1 біла тура · g1 білий король | a8 чорна тура · c8 чорний слон · f8 чорна тура · g8 чорний король · a7 чорний пішак · b7 чорний пішак · d7 чорний кінь · e7 чорний слон · g7 чорний пішак · h7 чорний пішак · c6 чорний пішак · d5 чорний пішак · h5 чорний ферзь · d4 білий пішак · f4 чорний пішак · b3 білий пішак · c3 білий слон · d3 білий ферзь · f3 білий пішак · g3 білий пішак · a2 білий пішак · d2 білий кінь · e2 білий пішак · g2 білий слон · h2 білий пішак · a1 біла тура · f1 біла тура · g1 білий король | 7 |
| 6 | a8 чорна тура · c8 чорний слон · f8 чорна тура · g8 чорний король · a7 чорний пішак · b7 чорний пішак · d7 чорний кінь · e7 чорний слон · g7 чорний пішак · h7 чорний пішак · c6 чорний пішак · d5 чорний пішак · h5 чорний ферзь · d4 білий пішак · f4 чорний пішак · b3 білий пішак · c3 білий слон · d3 білий ферзь · f3 білий пішак · g3 білий пішак · a2 білий пішак · d2 білий кінь · e2 білий пішак · g2 білий слон · h2 білий пішак · a1 біла тура · f1 біла тура · g1 білий король | a8 чорна тура · c8 чорний слон · f8 чорна тура · g8 чорний король · a7 чорний пішак · b7 чорний пішак · d7 чорний кінь · e7 чорний слон · g7 чорний пішак · h7 чорний пішак · c6 чорний пішак · d5 чорний пішак · h5 чорний ферзь · d4 білий пішак · f4 чорний пішак · b3 білий пішак · c3 білий слон · d3 білий ферзь · f3 білий пішак · g3 білий пішак · a2 білий пішак · d2 білий кінь · e2 білий пішак · g2 білий слон · h2 білий пішак · a1 біла тура · f1 біла тура · g1 білий король | a8 чорна тура · c8 чорний слон · f8 чорна тура · g8 чорний король · a7 чорний пішак · b7 чорний пішак · d7 чорний кінь · e7 чорний слон · g7 чорний пішак · h7 чорний пішак · c6 чорний пішак · d5 чорний пішак · h5 чорний ферзь · d4 білий пішак · f4 чорний пішак · b3 білий пішак · c3 білий слон · d3 білий ферзь · f3 білий пішак · g3 білий пішак · a2 білий пішак · d2 білий кінь · e2 білий пішак · g2 білий слон · h2 білий пішак · a1 біла тура · f1 біла тура · g1 білий король | a8 чорна тура · c8 чорний слон · f8 чорна тура · g8 чорний король · a7 чорний пішак · b7 чорний пішак · d7 чорний кінь · e7 чорний слон · g7 чорний пішак · h7 чорний пішак · c6 чорний пішак · d5 чорний пішак · h5 чорний ферзь · d4 білий пішак · f4 чорний пішак · b3 білий пішак · c3 білий слон · d3 білий ферзь · f3 білий пішак · g3 білий пішак · a2 білий пішак · d2 білий кінь · e2 білий пішак · g2 білий слон · h2 білий пішак · a1 біла тура · f1 біла тура · g1 білий король | a8 чорна тура · c8 чорний слон · f8 чорна тура · g8 чорний король · a7 чорний пішак · b7 чорний пішак · d7 чорний кінь · e7 чорний слон · g7 чорний пішак · h7 чорний пішак · c6 чорний пішак · d5 чорний пішак · h5 чорний ферзь · d4 білий пішак · f4 чорний пішак · b3 білий пішак · c3 білий слон · d3 білий ферзь · f3 білий пішак · g3 білий пішак · a2 білий пішак · d2 білий кінь · e2 білий пішак · g2 білий слон · h2 білий пішак · a1 біла тура · f1 біла тура · g1 білий король | a8 чорна тура · c8 чорний слон · f8 чорна тура · g8 чорний король · a7 чорний пішак · b7 чорний пішак · d7 чорний кінь · e7 чорний слон · g7 чорний пішак · h7 чорний пішак · c6 чорний пішак · d5 чорний пішак · h5 чорний ферзь · d4 білий пішак · f4 чорний пішак · b3 білий пішак · c3 білий слон · d3 білий ферзь · f3 білий пішак · g3 білий пішак · a2 білий пішак · d2 білий кінь · e2 білий пішак · g2 білий слон · h2 білий пішак · a1 біла тура · f1 біла тура · g1 білий король | a8 чорна тура · c8 чорний слон · f8 чорна тура · g8 чорний король · a7 чорний пішак · b7 чорний пішак · d7 чорний кінь · e7 чорний слон · g7 чорний пішак · h7 чорний пішак · c6 чорний пішак · d5 чорний пішак · h5 чорний ферзь · d4 білий пішак · f4 чорний пішак · b3 білий пішак · c3 білий слон · d3 білий ферзь · f3 білий пішак · g3 білий пішак · a2 білий пішак · d2 білий кінь · e2 білий пішак · g2 білий слон · h2 білий пішак · a1 біла тура · f1 біла тура · g1 білий король | a8 чорна тура · c8 чорний слон · f8 чорна тура · g8 чорний король · a7 чорний пішак · b7 чорний пішак · d7 чорний кінь · e7 чорний слон · g7 чорний пішак · h7 чорний пішак · c6 чорний пішак · d5 чорний пішак · h5 чорний ферзь · d4 білий пішак · f4 чорний пішак · b3 білий пішак · c3 білий слон · d3 білий ферзь · f3 білий пішак · g3 білий пішак · a2 білий пішак · d2 білий кінь · e2 білий пішак · g2 білий слон · h2 білий пішак · a1 біла тура · f1 біла тура · g1 білий король | 6 |
| 5 | a8 чорна тура · c8 чорний слон · f8 чорна тура · g8 чорний король · a7 чорний пішак · b7 чорний пішак · d7 чорний кінь · e7 чорний слон · g7 чорний пішак · h7 чорний пішак · c6 чорний пішак · d5 чорний пішак · h5 чорний ферзь · d4 білий пішак · f4 чорний пішак · b3 білий пішак · c3 білий слон · d3 білий ферзь · f3 білий пішак · g3 білий пішак · a2 білий пішак · d2 білий кінь · e2 білий пішак · g2 білий слон · h2 білий пішак · a1 біла тура · f1 біла тура · g1 білий король | a8 чорна тура · c8 чорний слон · f8 чорна тура · g8 чорний король · a7 чорний пішак · b7 чорний пішак · d7 чорний кінь · e7 чорний слон · g7 чорний пішак · h7 чорний пішак · c6 чорний пішак · d5 чорний пішак · h5 чорний ферзь · d4 білий пішак · f4 чорний пішак · b3 білий пішак · c3 білий слон · d3 білий ферзь · f3 білий пішак · g3 білий пішак · a2 білий пішак · d2 білий кінь · e2 білий пішак · g2 білий слон · h2 білий пішак · a1 біла тура · f1 біла тура · g1 білий король | a8 чорна тура · c8 чорний слон · f8 чорна тура · g8 чорний король · a7 чорний пішак · b7 чорний пішак · d7 чорний кінь · e7 чорний слон · g7 чорний пішак · h7 чорний пішак · c6 чорний пішак · d5 чорний пішак · h5 чорний ферзь · d4 білий пішак · f4 чорний пішак · b3 білий пішак · c3 білий слон · d3 білий ферзь · f3 білий пішак · g3 білий пішак · a2 білий пішак · d2 білий кінь · e2 білий пішак · g2 білий слон · h2 білий пішак · a1 біла тура · f1 біла тура · g1 білий король | a8 чорна тура · c8 чорний слон · f8 чорна тура · g8 чорний король · a7 чорний пішак · b7 чорний пішак · d7 чорний кінь · e7 чорний слон · g7 чорний пішак · h7 чорний пішак · c6 чорний пішак · d5 чорний пішак · h5 чорний ферзь · d4 білий пішак · f4 чорний пішак · b3 білий пішак · c3 білий слон · d3 білий ферзь · f3 білий пішак · g3 білий пішак · a2 білий пішак · d2 білий кінь · e2 білий пішак · g2 білий слон · h2 білий пішак · a1 біла тура · f1 біла тура · g1 білий король | a8 чорна тура · c8 чорний слон · f8 чорна тура · g8 чорний король · a7 чорний пішак · b7 чорний пішак · d7 чорний кінь · e7 чорний слон · g7 чорний пішак · h7 чорний пішак · c6 чорний пішак · d5 чорний пішак · h5 чорний ферзь · d4 білий пішак · f4 чорний пішак · b3 білий пішак · c3 білий слон · d3 білий ферзь · f3 білий пішак · g3 білий пішак · a2 білий пішак · d2 білий кінь · e2 білий пішак · g2 білий слон · h2 білий пішак · a1 біла тура · f1 біла тура · g1 білий король | a8 чорна тура · c8 чорний слон · f8 чорна тура · g8 чорний король · a7 чорний пішак · b7 чорний пішак · d7 чорний кінь · e7 чорний слон · g7 чорний пішак · h7 чорний пішак · c6 чорний пішак · d5 чорний пішак · h5 чорний ферзь · d4 білий пішак · f4 чорний пішак · b3 білий пішак · c3 білий слон · d3 білий ферзь · f3 білий пішак · g3 білий пішак · a2 білий пішак · d2 білий кінь · e2 білий пішак · g2 білий слон · h2 білий пішак · a1 біла тура · f1 біла тура · g1 білий король | a8 чорна тура · c8 чорний слон · f8 чорна тура · g8 чорний король · a7 чорний пішак · b7 чорний пішак · d7 чорний кінь · e7 чорний слон · g7 чорний пішак · h7 чорний пішак · c6 чорний пішак · d5 чорний пішак · h5 чорний ферзь · d4 білий пішак · f4 чорний пішак · b3 білий пішак · c3 білий слон · d3 білий ферзь · f3 білий пішак · g3 білий пішак · a2 білий пішак · d2 білий кінь · e2 білий пішак · g2 білий слон · h2 білий пішак · a1 біла тура · f1 біла тура · g1 білий король | a8 чорна тура · c8 чорний слон · f8 чорна тура · g8 чорний король · a7 чорний пішак · b7 чорний пішак · d7 чорний кінь · e7 чорний слон · g7 чорний пішак · h7 чорний пішак · c6 чорний пішак · d5 чорний пішак · h5 чорний ферзь · d4 білий пішак · f4 чорний пішак · b3 білий пішак · c3 білий слон · d3 білий ферзь · f3 білий пішак · g3 білий пішак · a2 білий пішак · d2 білий кінь · e2 білий пішак · g2 білий слон · h2 білий пішак · a1 біла тура · f1 біла тура · g1 білий король | 5 |
| 4 | a8 чорна тура · c8 чорний слон · f8 чорна тура · g8 чорний король · a7 чорний пішак · b7 чорний пішак · d7 чорний кінь · e7 чорний слон · g7 чорний пішак · h7 чорний пішак · c6 чорний пішак · d5 чорний пішак · h5 чорний ферзь · d4 білий пішак · f4 чорний пішак · b3 білий пішак · c3 білий слон · d3 білий ферзь · f3 білий пішак · g3 білий пішак · a2 білий пішак · d2 білий кінь · e2 білий пішак · g2 білий слон · h2 білий пішак · a1 біла тура · f1 біла тура · g1 білий король | a8 чорна тура · c8 чорний слон · f8 чорна тура · g8 чорний король · a7 чорний пішак · b7 чорний пішак · d7 чорний кінь · e7 чорний слон · g7 чорний пішак · h7 чорний пішак · c6 чорний пішак · d5 чорний пішак · h5 чорний ферзь · d4 білий пішак · f4 чорний пішак · b3 білий пішак · c3 білий слон · d3 білий ферзь · f3 білий пішак · g3 білий пішак · a2 білий пішак · d2 білий кінь · e2 білий пішак · g2 білий слон · h2 білий пішак · a1 біла тура · f1 біла тура · g1 білий король | a8 чорна тура · c8 чорний слон · f8 чорна тура · g8 чорний король · a7 чорний пішак · b7 чорний пішак · d7 чорний кінь · e7 чорний слон · g7 чорний пішак · h7 чорний пішак · c6 чорний пішак · d5 чорний пішак · h5 чорний ферзь · d4 білий пішак · f4 чорний пішак · b3 білий пішак · c3 білий слон · d3 білий ферзь · f3 білий пішак · g3 білий пішак · a2 білий пішак · d2 білий кінь · e2 білий пішак · g2 білий слон · h2 білий пішак · a1 біла тура · f1 біла тура · g1 білий король | a8 чорна тура · c8 чорний слон · f8 чорна тура · g8 чорний король · a7 чорний пішак · b7 чорний пішак · d7 чорний кінь · e7 чорний слон · g7 чорний пішак · h7 чорний пішак · c6 чорний пішак · d5 чорний пішак · h5 чорний ферзь · d4 білий пішак · f4 чорний пішак · b3 білий пішак · c3 білий слон · d3 білий ферзь · f3 білий пішак · g3 білий пішак · a2 білий пішак · d2 білий кінь · e2 білий пішак · g2 білий слон · h2 білий пішак · a1 біла тура · f1 біла тура · g1 білий король | a8 чорна тура · c8 чорний слон · f8 чорна тура · g8 чорний король · a7 чорний пішак · b7 чорний пішак · d7 чорний кінь · e7 чорний слон · g7 чорний пішак · h7 чорний пішак · c6 чорний пішак · d5 чорний пішак · h5 чорний ферзь · d4 білий пішак · f4 чорний пішак · b3 білий пішак · c3 білий слон · d3 білий ферзь · f3 білий пішак · g3 білий пішак · a2 білий пішак · d2 білий кінь · e2 білий пішак · g2 білий слон · h2 білий пішак · a1 біла тура · f1 біла тура · g1 білий король | a8 чорна тура · c8 чорний слон · f8 чорна тура · g8 чорний король · a7 чорний пішак · b7 чорний пішак · d7 чорний кінь · e7 чорний слон · g7 чорний пішак · h7 чорний пішак · c6 чорний пішак · d5 чорний пішак · h5 чорний ферзь · d4 білий пішак · f4 чорний пішак · b3 білий пішак · c3 білий слон · d3 білий ферзь · f3 білий пішак · g3 білий пішак · a2 білий пішак · d2 білий кінь · e2 білий пішак · g2 білий слон · h2 білий пішак · a1 біла тура · f1 біла тура · g1 білий король | a8 чорна тура · c8 чорний слон · f8 чорна тура · g8 чорний король · a7 чорний пішак · b7 чорний пішак · d7 чорний кінь · e7 чорний слон · g7 чорний пішак · h7 чорний пішак · c6 чорний пішак · d5 чорний пішак · h5 чорний ферзь · d4 білий пішак · f4 чорний пішак · b3 білий пішак · c3 білий слон · d3 білий ферзь · f3 білий пішак · g3 білий пішак · a2 білий пішак · d2 білий кінь · e2 білий пішак · g2 білий слон · h2 білий пішак · a1 біла тура · f1 біла тура · g1 білий король | a8 чорна тура · c8 чорний слон · f8 чорна тура · g8 чорний король · a7 чорний пішак · b7 чорний пішак · d7 чорний кінь · e7 чорний слон · g7 чорний пішак · h7 чорний пішак · c6 чорний пішак · d5 чорний пішак · h5 чорний ферзь · d4 білий пішак · f4 чорний пішак · b3 білий пішак · c3 білий слон · d3 білий ферзь · f3 білий пішак · g3 білий пішак · a2 білий пішак · d2 білий кінь · e2 білий пішак · g2 білий слон · h2 білий пішак · a1 біла тура · f1 біла тура · g1 білий король | 4 |
| 3 | a8 чорна тура · c8 чорний слон · f8 чорна тура · g8 чорний король · a7 чорний пішак · b7 чорний пішак · d7 чорний кінь · e7 чорний слон · g7 чорний пішак · h7 чорний пішак · c6 чорний пішак · d5 чорний пішак · h5 чорний ферзь · d4 білий пішак · f4 чорний пішак · b3 білий пішак · c3 білий слон · d3 білий ферзь · f3 білий пішак · g3 білий пішак · a2 білий пішак · d2 білий кінь · e2 білий пішак · g2 білий слон · h2 білий пішак · a1 біла тура · f1 біла тура · g1 білий король | a8 чорна тура · c8 чорний слон · f8 чорна тура · g8 чорний король · a7 чорний пішак · b7 чорний пішак · d7 чорний кінь · e7 чорний слон · g7 чорний пішак · h7 чорний пішак · c6 чорний пішак · d5 чорний пішак · h5 чорний ферзь · d4 білий пішак · f4 чорний пішак · b3 білий пішак · c3 білий слон · d3 білий ферзь · f3 білий пішак · g3 білий пішак · a2 білий пішак · d2 білий кінь · e2 білий пішак · g2 білий слон · h2 білий пішак · a1 біла тура · f1 біла тура · g1 білий король | a8 чорна тура · c8 чорний слон · f8 чорна тура · g8 чорний король · a7 чорний пішак · b7 чорний пішак · d7 чорний кінь · e7 чорний слон · g7 чорний пішак · h7 чорний пішак · c6 чорний пішак · d5 чорний пішак · h5 чорний ферзь · d4 білий пішак · f4 чорний пішак · b3 білий пішак · c3 білий слон · d3 білий ферзь · f3 білий пішак · g3 білий пішак · a2 білий пішак · d2 білий кінь · e2 білий пішак · g2 білий слон · h2 білий пішак · a1 біла тура · f1 біла тура · g1 білий король | a8 чорна тура · c8 чорний слон · f8 чорна тура · g8 чорний король · a7 чорний пішак · b7 чорний пішак · d7 чорний кінь · e7 чорний слон · g7 чорний пішак · h7 чорний пішак · c6 чорний пішак · d5 чорний пішак · h5 чорний ферзь · d4 білий пішак · f4 чорний пішак · b3 білий пішак · c3 білий слон · d3 білий ферзь · f3 білий пішак · g3 білий пішак · a2 білий пішак · d2 білий кінь · e2 білий пішак · g2 білий слон · h2 білий пішак · a1 біла тура · f1 біла тура · g1 білий король | a8 чорна тура · c8 чорний слон · f8 чорна тура · g8 чорний король · a7 чорний пішак · b7 чорний пішак · d7 чорний кінь · e7 чорний слон · g7 чорний пішак · h7 чорний пішак · c6 чорний пішак · d5 чорний пішак · h5 чорний ферзь · d4 білий пішак · f4 чорний пішак · b3 білий пішак · c3 білий слон · d3 білий ферзь · f3 білий пішак · g3 білий пішак · a2 білий пішак · d2 білий кінь · e2 білий пішак · g2 білий слон · h2 білий пішак · a1 біла тура · f1 біла тура · g1 білий король | a8 чорна тура · c8 чорний слон · f8 чорна тура · g8 чорний король · a7 чорний пішак · b7 чорний пішак · d7 чорний кінь · e7 чорний слон · g7 чорний пішак · h7 чорний пішак · c6 чорний пішак · d5 чорний пішак · h5 чорний ферзь · d4 білий пішак · f4 чорний пішак · b3 білий пішак · c3 білий слон · d3 білий ферзь · f3 білий пішак · g3 білий пішак · a2 білий пішак · d2 білий кінь · e2 білий пішак · g2 білий слон · h2 білий пішак · a1 біла тура · f1 біла тура · g1 білий король | a8 чорна тура · c8 чорний слон · f8 чорна тура · g8 чорний король · a7 чорний пішак · b7 чорний пішак · d7 чорний кінь · e7 чорний слон · g7 чорний пішак · h7 чорний пішак · c6 чорний пішак · d5 чорний пішак · h5 чорний ферзь · d4 білий пішак · f4 чорний пішак · b3 білий пішак · c3 білий слон · d3 білий ферзь · f3 білий пішак · g3 білий пішак · a2 білий пішак · d2 білий кінь · e2 білий пішак · g2 білий слон · h2 білий пішак · a1 біла тура · f1 біла тура · g1 білий король | a8 чорна тура · c8 чорний слон · f8 чорна тура · g8 чорний король · a7 чорний пішак · b7 чорний пішак · d7 чорний кінь · e7 чорний слон · g7 чорний пішак · h7 чорний пішак · c6 чорний пішак · d5 чорний пішак · h5 чорний ферзь · d4 білий пішак · f4 чорний пішак · b3 білий пішак · c3 білий слон · d3 білий ферзь · f3 білий пішак · g3 білий пішак · a2 білий пішак · d2 білий кінь · e2 білий пішак · g2 білий слон · h2 білий пішак · a1 біла тура · f1 біла тура · g1 білий король | 3 |
| 2 | a8 чорна тура · c8 чорний слон · f8 чорна тура · g8 чорний король · a7 чорний пішак · b7 чорний пішак · d7 чорний кінь · e7 чорний слон · g7 чорний пішак · h7 чорний пішак · c6 чорний пішак · d5 чорний пішак · h5 чорний ферзь · d4 білий пішак · f4 чорний пішак · b3 білий пішак · c3 білий слон · d3 білий ферзь · f3 білий пішак · g3 білий пішак · a2 білий пішак · d2 білий кінь · e2 білий пішак · g2 білий слон · h2 білий пішак · a1 біла тура · f1 біла тура · g1 білий король | a8 чорна тура · c8 чорний слон · f8 чорна тура · g8 чорний король · a7 чорний пішак · b7 чорний пішак · d7 чорний кінь · e7 чорний слон · g7 чорний пішак · h7 чорний пішак · c6 чорний пішак · d5 чорний пішак · h5 чорний ферзь · d4 білий пішак · f4 чорний пішак · b3 білий пішак · c3 білий слон · d3 білий ферзь · f3 білий пішак · g3 білий пішак · a2 білий пішак · d2 білий кінь · e2 білий пішак · g2 білий слон · h2 білий пішак · a1 біла тура · f1 біла тура · g1 білий король | a8 чорна тура · c8 чорний слон · f8 чорна тура · g8 чорний король · a7 чорний пішак · b7 чорний пішак · d7 чорний кінь · e7 чорний слон · g7 чорний пішак · h7 чорний пішак · c6 чорний пішак · d5 чорний пішак · h5 чорний ферзь · d4 білий пішак · f4 чорний пішак · b3 білий пішак · c3 білий слон · d3 білий ферзь · f3 білий пішак · g3 білий пішак · a2 білий пішак · d2 білий кінь · e2 білий пішак · g2 білий слон · h2 білий пішак · a1 біла тура · f1 біла тура · g1 білий король | a8 чорна тура · c8 чорний слон · f8 чорна тура · g8 чорний король · a7 чорний пішак · b7 чорний пішак · d7 чорний кінь · e7 чорний слон · g7 чорний пішак · h7 чорний пішак · c6 чорний пішак · d5 чорний пішак · h5 чорний ферзь · d4 білий пішак · f4 чорний пішак · b3 білий пішак · c3 білий слон · d3 білий ферзь · f3 білий пішак · g3 білий пішак · a2 білий пішак · d2 білий кінь · e2 білий пішак · g2 білий слон · h2 білий пішак · a1 біла тура · f1 біла тура · g1 білий король | a8 чорна тура · c8 чорний слон · f8 чорна тура · g8 чорний король · a7 чорний пішак · b7 чорний пішак · d7 чорний кінь · e7 чорний слон · g7 чорний пішак · h7 чорний пішак · c6 чорний пішак · d5 чорний пішак · h5 чорний ферзь · d4 білий пішак · f4 чорний пішак · b3 білий пішак · c3 білий слон · d3 білий ферзь · f3 білий пішак · g3 білий пішак · a2 білий пішак · d2 білий кінь · e2 білий пішак · g2 білий слон · h2 білий пішак · a1 біла тура · f1 біла тура · g1 білий король | a8 чорна тура · c8 чорний слон · f8 чорна тура · g8 чорний король · a7 чорний пішак · b7 чорний пішак · d7 чорний кінь · e7 чорний слон · g7 чорний пішак · h7 чорний пішак · c6 чорний пішак · d5 чорний пішак · h5 чорний ферзь · d4 білий пішак · f4 чорний пішак · b3 білий пішак · c3 білий слон · d3 білий ферзь · f3 білий пішак · g3 білий пішак · a2 білий пішак · d2 білий кінь · e2 білий пішак · g2 білий слон · h2 білий пішак · a1 біла тура · f1 біла тура · g1 білий король | a8 чорна тура · c8 чорний слон · f8 чорна тура · g8 чорний король · a7 чорний пішак · b7 чорний пішак · d7 чорний кінь · e7 чорний слон · g7 чорний пішак · h7 чорний пішак · c6 чорний пішак · d5 чорний пішак · h5 чорний ферзь · d4 білий пішак · f4 чорний пішак · b3 білий пішак · c3 білий слон · d3 білий ферзь · f3 білий пішак · g3 білий пішак · a2 білий пішак · d2 білий кінь · e2 білий пішак · g2 білий слон · h2 білий пішак · a1 біла тура · f1 біла тура · g1 білий король | a8 чорна тура · c8 чорний слон · f8 чорна тура · g8 чорний король · a7 чорний пішак · b7 чорний пішак · d7 чорний кінь · e7 чорний слон · g7 чорний пішак · h7 чорний пішак · c6 чорний пішак · d5 чорний пішак · h5 чорний ферзь · d4 білий пішак · f4 чорний пішак · b3 білий пішак · c3 білий слон · d3 білий ферзь · f3 білий пішак · g3 білий пішак · a2 білий пішак · d2 білий кінь · e2 білий пішак · g2 білий слон · h2 білий пішак · a1 біла тура · f1 біла тура · g1 білий король | 2 |
| 1 | a8 чорна тура · c8 чорний слон · f8 чорна тура · g8 чорний король · a7 чорний пішак · b7 чорний пішак · d7 чорний кінь · e7 чорний слон · g7 чорний пішак · h7 чорний пішак · c6 чорний пішак · d5 чорний пішак · h5 чорний ферзь · d4 білий пішак · f4 чорний пішак · b3 білий пішак · c3 білий слон · d3 білий ферзь · f3 білий пішак · g3 білий пішак · a2 білий пішак · d2 білий кінь · e2 білий пішак · g2 білий слон · h2 білий пішак · a1 біла тура · f1 біла тура · g1 білий король | a8 чорна тура · c8 чорний слон · f8 чорна тура · g8 чорний король · a7 чорний пішак · b7 чорний пішак · d7 чорний кінь · e7 чорний слон · g7 чорний пішак · h7 чорний пішак · c6 чорний пішак · d5 чорний пішак · h5 чорний ферзь · d4 білий пішак · f4 чорний пішак · b3 білий пішак · c3 білий слон · d3 білий ферзь · f3 білий пішак · g3 білий пішак · a2 білий пішак · d2 білий кінь · e2 білий пішак · g2 білий слон · h2 білий пішак · a1 біла тура · f1 біла тура · g1 білий король | a8 чорна тура · c8 чорний слон · f8 чорна тура · g8 чорний король · a7 чорний пішак · b7 чорний пішак · d7 чорний кінь · e7 чорний слон · g7 чорний пішак · h7 чорний пішак · c6 чорний пішак · d5 чорний пішак · h5 чорний ферзь · d4 білий пішак · f4 чорний пішак · b3 білий пішак · c3 білий слон · d3 білий ферзь · f3 білий пішак · g3 білий пішак · a2 білий пішак · d2 білий кінь · e2 білий пішак · g2 білий слон · h2 білий пішак · a1 біла тура · f1 біла тура · g1 білий король | a8 чорна тура · c8 чорний слон · f8 чорна тура · g8 чорний король · a7 чорний пішак · b7 чорний пішак · d7 чорний кінь · e7 чорний слон · g7 чорний пішак · h7 чорний пішак · c6 чорний пішак · d5 чорний пішак · h5 чорний ферзь · d4 білий пішак · f4 чорний пішак · b3 білий пішак · c3 білий слон · d3 білий ферзь · f3 білий пішак · g3 білий пішак · a2 білий пішак · d2 білий кінь · e2 білий пішак · g2 білий слон · h2 білий пішак · a1 біла тура · f1 біла тура · g1 білий король | a8 чорна тура · c8 чорний слон · f8 чорна тура · g8 чорний король · a7 чорний пішак · b7 чорний пішак · d7 чорний кінь · e7 чорний слон · g7 чорний пішак · h7 чорний пішак · c6 чорний пішак · d5 чорний пішак · h5 чорний ферзь · d4 білий пішак · f4 чорний пішак · b3 білий пішак · c3 білий слон · d3 білий ферзь · f3 білий пішак · g3 білий пішак · a2 білий пішак · d2 білий кінь · e2 білий пішак · g2 білий слон · h2 білий пішак · a1 біла тура · f1 біла тура · g1 білий король | a8 чорна тура · c8 чорний слон · f8 чорна тура · g8 чорний король · a7 чорний пішак · b7 чорний пішак · d7 чорний кінь · e7 чорний слон · g7 чорний пішак · h7 чорний пішак · c6 чорний пішак · d5 чорний пішак · h5 чорний ферзь · d4 білий пішак · f4 чорний пішак · b3 білий пішак · c3 білий слон · d3 білий ферзь · f3 білий пішак · g3 білий пішак · a2 білий пішак · d2 білий кінь · e2 білий пішак · g2 білий слон · h2 білий пішак · a1 біла тура · f1 біла тура · g1 білий король | a8 чорна тура · c8 чорний слон · f8 чорна тура · g8 чорний король · a7 чорний пішак · b7 чорний пішак · d7 чорний кінь · e7 чорний слон · g7 чорний пішак · h7 чорний пішак · c6 чорний пішак · d5 чорний пішак · h5 чорний ферзь · d4 білий пішак · f4 чорний пішак · b3 білий пішак · c3 білий слон · d3 білий ферзь · f3 білий пішак · g3 білий пішак · a2 білий пішак · d2 білий кінь · e2 білий пішак · g2 білий слон · h2 білий пішак · a1 біла тура · f1 біла тура · g1 білий король | a8 чорна тура · c8 чорний слон · f8 чорна тура · g8 чорний король · a7 чорний пішак · b7 чорний пішак · d7 чорний кінь · e7 чорний слон · g7 чорний пішак · h7 чорний пішак · c6 чорний пішак · d5 чорний пішак · h5 чорний ферзь · d4 білий пішак · f4 чорний пішак · b3 білий пішак · c3 білий слон · d3 білий ферзь · f3 білий пішак · g3 білий пішак · a2 білий пішак · d2 білий кінь · e2 білий пішак · g2 білий слон · h2 білий пішак · a1 біла тура · f1 біла тура · g1 білий король | 1 |
|   | a | b | c | d | e | f | g | h |   |

Восьма партія закінчилась спокійною нічиєю після 21 ходу. Після цього, за регламентом, учасникам дали два вільні дні.
Для дев'ятої партії ленінградець підготував підсилення (на 10-му ході) захисту Каро-Канн, розіграного в першій партії. Цього разу білим вдалось отримати дебютну перевагу й потужно її розвинути в середині гри. Уже в мітельшпілі чорні зіткнулися з непереборними труднощами — нерозвинуті фігури, слабка відкрита позиція короля та незахищені пішаки з зайвим пішаком у Ботвинника. На 33-му ході Сало Флор здався. Турнірна зала близько 15 хвилин проводжала шахістів оплесками та вигуками «Ботвинник — Флор! Ботвинник — Флор!». Ця перемога психологічно збадьорила російського шахіста і (на думку Ботвинника) зламала Флора.
Десяту партію чеський шахіст після матчу назвав однією з найслабших у своїй кар'єрі. Натомість відмінно зіграв Ботвинник, добившись перемоги та зрівнявши рахунок у матчі. Бурхливі радощі глядачів, за спогадами Флора, тривали щонайменше чверть години, як і після попередньої партії. До поганої гри Флора і його другої поразки пізніше скептично ставились багато гросмейстерів: Бронштейн, Корчной, Смислов і Спаський. Вони схилялися до думки, що Флор спеціально зробив такий подарунок господарям матчу і згадували, як приємно його вразила радянська гостинність, подарована в Ленінграді шуба, а також як він хотів віддячити організаторам. Багато років після цього Флор в розмовах зі знайомими стверджував, що «не було жодної депресії [після поразки в дев'ятій партії], я хотів, щоб справді було свято у всіх — і в Ботвинника, і в Моделя з Рагозіним, і в товариша Криленка — шефа радянських шахів».
В останніх партіях (11-та і 12-та) жоден із гравців не хотів ризикувати. Для Ботвинника навіть нічия, після двох поразок у першій половині матчу, була почесною, а Флор не мав мотивації ризикувати заради можливої перемоги. У десятій партії радянський шахіст мав перевагу, а чехословацький грав після виснажливого сеансу одночасної гри напередодні. Дванадцята партія стала звичайною «гросмейстерською нічиєю».
Завершальний бенкет відбувся в ресторані готелю «Асторія». Серед запрошених було чимало шахістів, артистів, учених і правників.

## Підсумки
Матч став першим за кілька років змаганням між радянським і закордонним шахістом. Призера низки міжнародних турнірів Флора вважали фаворитом до початку матчу, тому нічию проти молодого Ботвинника, який ще ніколи не виступав у міжнародних змаганнях, господарі матчу сприймали як успіх. Чехословацький шахіст писав, що матч був надто короткий, щоб продемонструвати всю повноту творчих задумів суперників (під час переговорів Флор пропонував грати до 6 перемог, але такі умови затягнули б матч на невизначений термін). Шахісти боялись ризикувати й не показали гострої боротьби, яка могла б бути у випадку довшого матчу, коли більший простір для експериментів і більше шансів відіграти відставання.
Радянська пропаганда використала нічию Ботвинника з Флором, як доказ того, що «ми догнали буржуазну Європу за глибиною творчості наших найкращих майстрів, ми перегнали її за охопленням шахового руху сотень тисяч, а то й мільйонів трудящих». Уже з 1934 року зустрічі радянських та закордонних шахістів стали регулярними, а в 1935 і 1936 роках у Москві проведено великі міжнародні турніри за участю провідних шахістів і колишніх чемпіонів світу (чинного чемпіона світу Алехіна не запросили з політичних міркувань — він емігрував з Радянського Союзу 1921 року).
Саме на 1930-ті роки припав пік шахової сили Саломона Флора. Під час матчу він познайомився з майбутньою дружиною, залишився під враженням популярності шахів у Радянському Союзі, згодом неодноразово приїжджав туди, а після початку Другої світової війни переселився до Москви й став громадянином СРСР. Матч був важливим досвідом для Ботвинника, який користувався прихильністю радянської влади, мав можливість брати участь у закордонних турнірах, де переважно виступав успішно, а в середині та другій половині 1930-х років став одним з найкращих шахістів світу.

## Рахунок
| Партія            | 1   | 2   | 3   | 4   | 5   | 6   | 7   | 8   | 9   | 10  | 11  | 12  |  | + | − | = | Очки |
| Михайло Ботвинник | 0   | ½   | ½   | ½   | ½   | 0   | ½   | ½   | 1   | 1   | ½   | ½   |  | 2 | 2 | 8 | 6    |
| Саломон Флор      | 1   | ½   | ½   | ½   | ½   | 1   | ½   | ½   | 0   | 0   | ½   | ½   |  | 2 | 2 | 8 | 6    |
| Кількість ходів   | 40  | 21  | 21  | 22  | 48  | 69  | 24  | 21  | 33  | 30  | 26  | 22  |  |   |   |   |      |
| Дебют (ECO)       | B13 | E38 | D26 | A84 | A28 | E38 | A28 | C07 | B13 | A95 | B10 | D95 |  |   |   |   |      |